# Liste des projets de tramways en France
 (avril 2024).
 (novembre 2024).
La liste des projets de tramways de France recense tous les projets actuels, en construction ou simplement évoqués, de tramway sur le territoire français (métropole et Outre-mer). Les projets qui ont été réalisés ou abandonnés ne sont pas mentionnés ici.

## Prolongement de lignes ou de réseaux existants
Dans les tableaux récapitulatifs des extensions, les correspondances affichées sont celles des lignes en site propre actuelles et telles qu'elles sont amenées à évoluer. Les stations en gras représentent les terminus, et celle en italique représente une continuité de la ligne.

### Tramway d'Aubagne

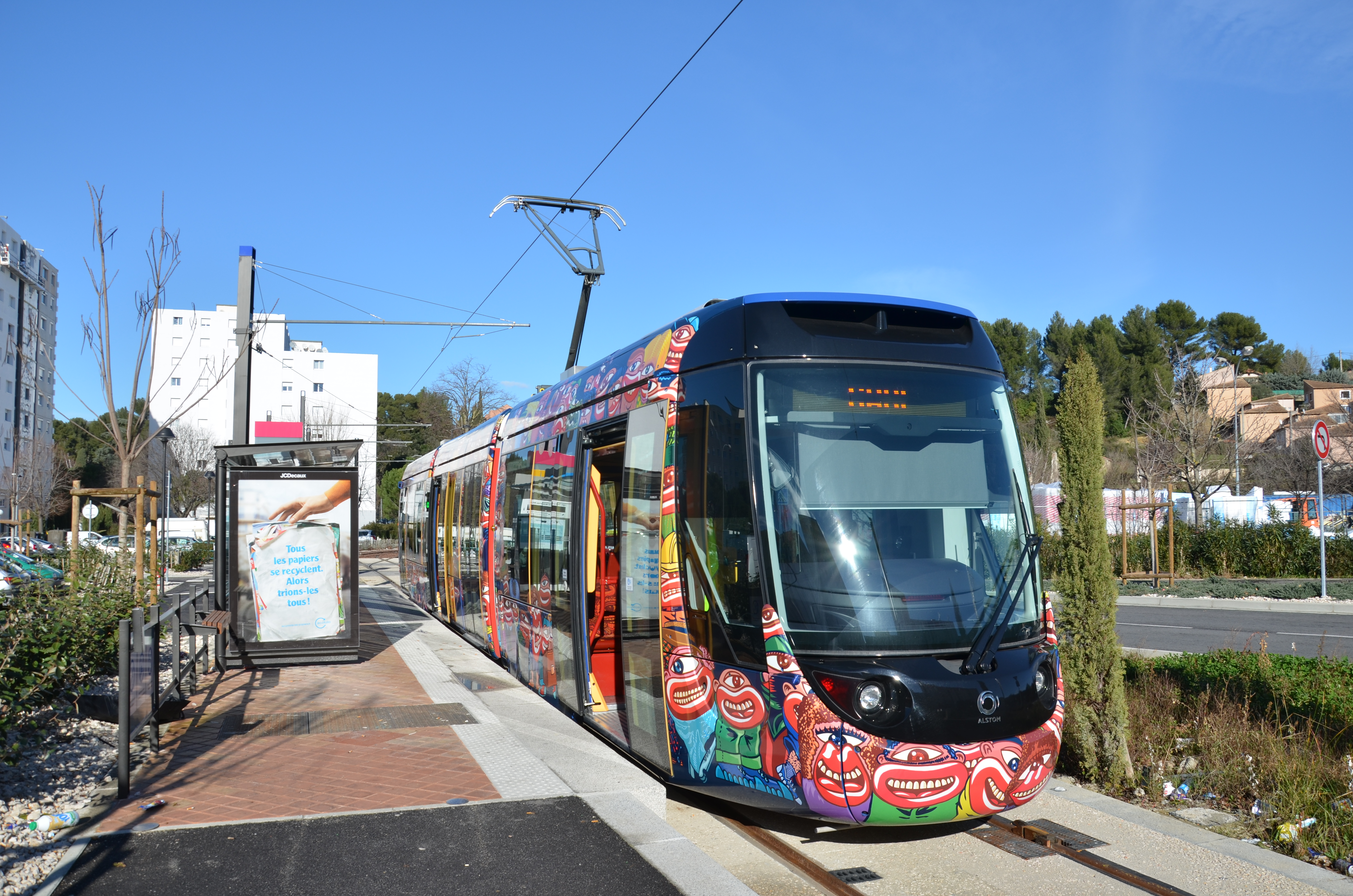
Une rame du tramway actuel

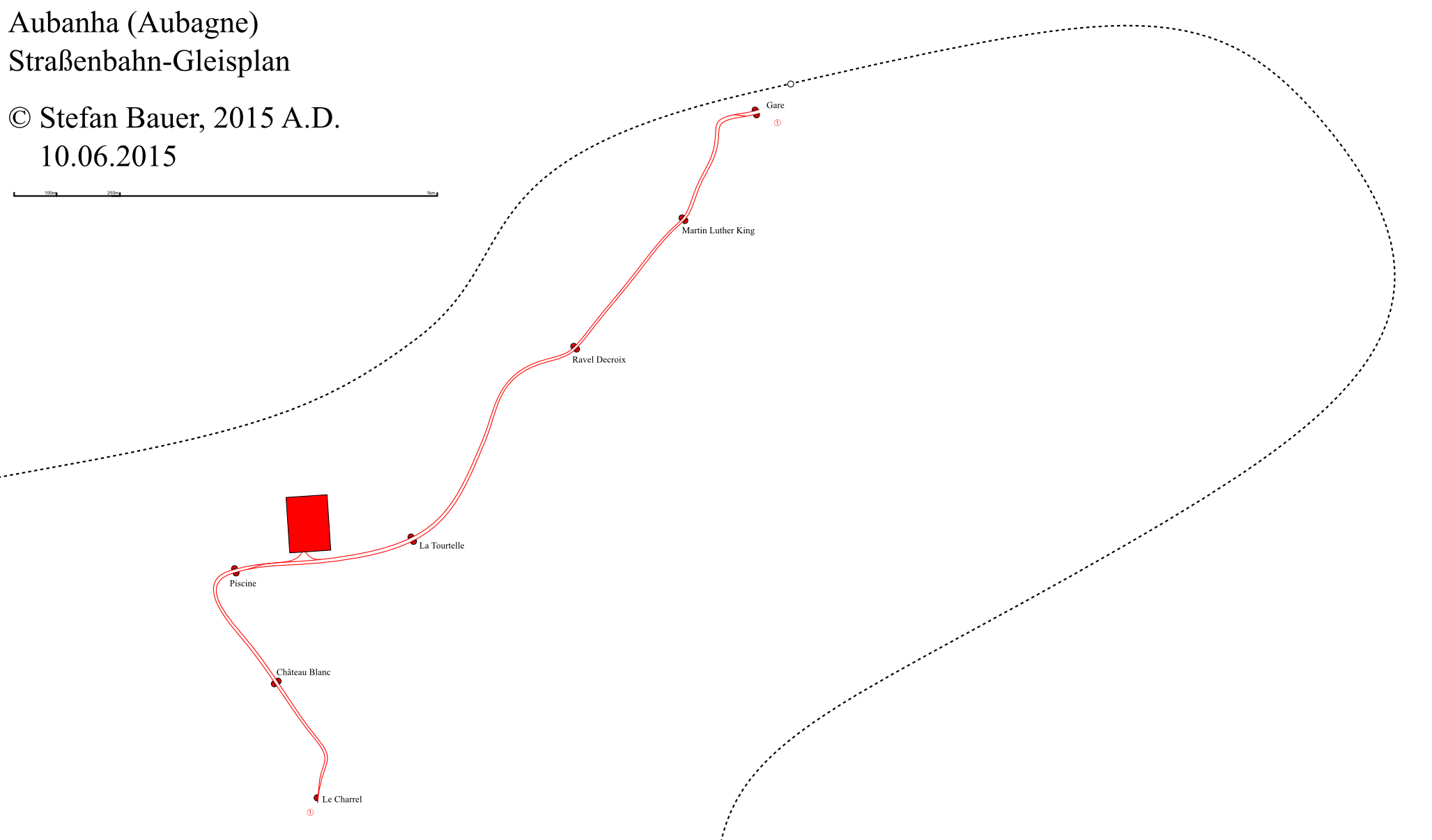
Plan du réseau actuel d'Aubagne.

Le réseau actuel, en service depuis le 1er septembre 2014, est constitué d'une ligne unique de 2,8 km reliant la gare SNCF au quartier du Charrel, à l'ouest de la ville.
Une nouvelle ligne est en construction depuis la gare jusqu'à La Bouilladisse à 14 km au nord-est d'Aubagne, en utilisant, dès la sortie de la ville, la plateforme abandonnée de l'ancienne Ligne d'Aubagne à La Barque. Décidée en 2019, cette nouvelle ligne, nommée Val'Tram, coûtera environ 80 millions d'euros, coût relativement faible grâce à la réutilisation sur la plus grande partie du parcours de la plateforme de la voie de chemin de fer désaffectée.
Ligne Val'tram:
|  |   |  | Stations              | Communes        | Correspondances | Coordonnées                 |
|  | - |  | --------------------- | --------------- | --------------- | --------------------------- |
|  | ■ |  | Aubagne Gare          | Aubagne         | - SNCF          | 43° 17′ 45″ N, 5° 33′ 57″ E |
|  | • |  | Centre-Ville Voltaire | Aubagne         |                 | 43° 17′ 39″ N, 5° 34′ 08″ E |
|  | • |  | Les Défensions        | Aubagne         |                 | 43° 17′ 43″ N, 5° 34′ 22″ E |
|  | • |  | Campagne Valérie      | Aubagne         |                 | 43° 18′ 03″ N, 5° 34′ 32″ E |
|  | • |  | Napollon Solans       | Aubagne         | Parc relais     | 43° 18′ 32″ N, 5° 34′ 29″ E |
|  | • |  | Pont de l'Étoile      | Roquevaire      | Parc relais     | 43° 19′ 30″ N, 5° 35′ 26″ E |
|  | • |  | Roquevaire            | Roquevaire      |                 | 43° 20′ 59″ N, 5° 35′ 57″ E |
|  | ■ |  | Pont-de-Joux          | Auriol          | Parc relais     | 43° 21′ 58″ N, 5° 36′ 42″ E |
|  | • |  | La Destrousse         | La Destrousse   | Parc relais     | 43° 22′ 28″ N, 5° 36′ 35″ E |
|  | • |  | La Chapelle           | La Bouilladisse |                 | 43° 23′ 39″ N, 5° 36′ 07″ E |
|  | ■ |  | La Bouilladisse       | La Bouilladisse | Parc relais     | 43° 23′ 36″ N, 5° 35′ 36″ E |

Les coordonnées sont approximatives et les noms des stations sont provisoires.

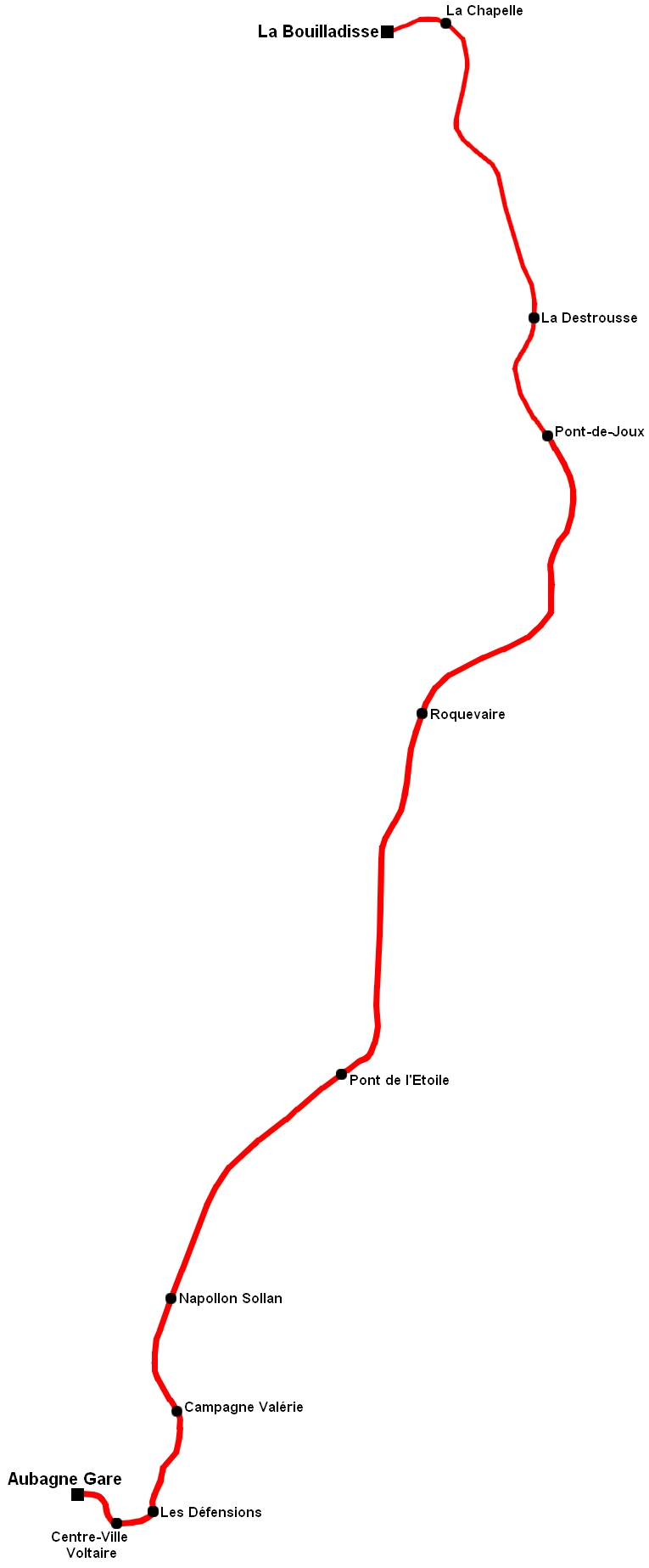
Tracé de la future ligne Val'tram

La mise en service du Val’Tram est prévue fin 2025.

### Tramway d'Avignon

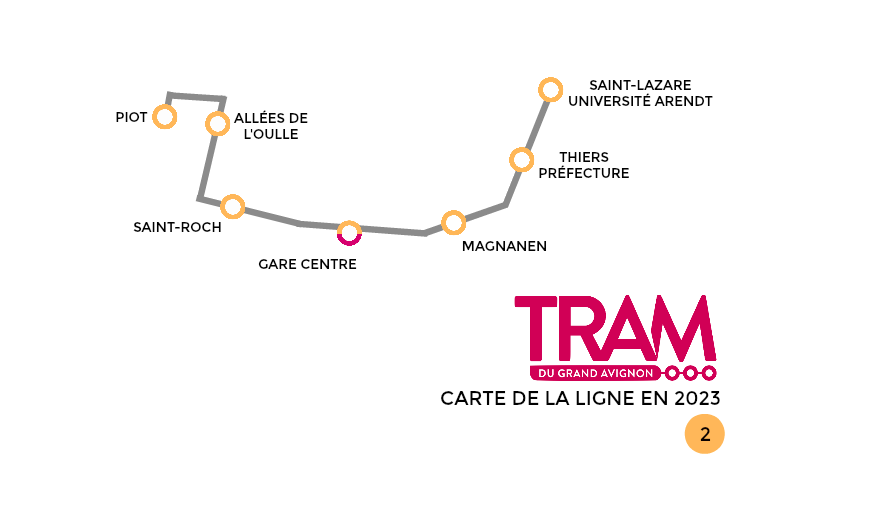
Tracé de la ligne T1

Le réseau actuel est en service depuis le 19 octobre 2019 et est constitué d'une ligne T1.

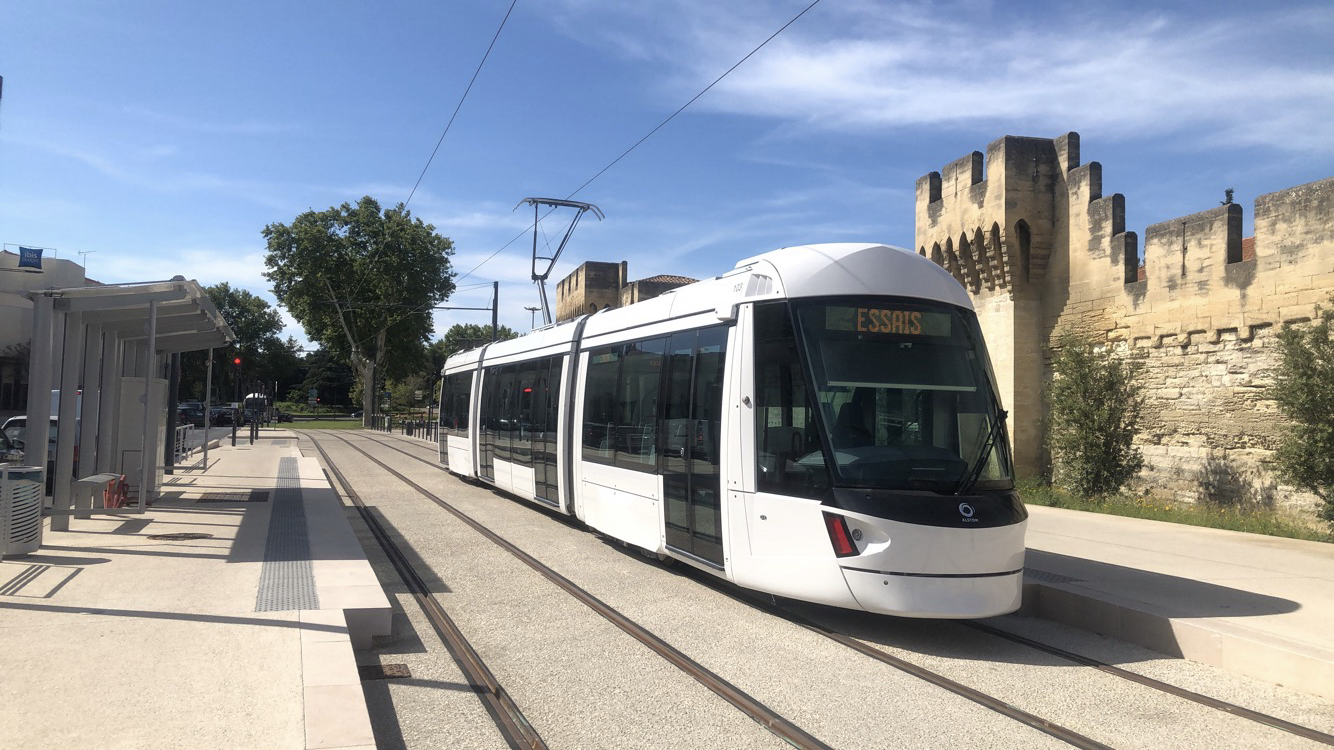
Rame du réseau de tramway d'Avignon.

Une extension du réseau est prévue avec l'arrivée de la seconde ligne qui reliera pour sa première phase, le Parking-Relais Piot au Campus Hannah Arend d'Avignon Université.
| Liste des Stations de la Ligne T2 | Liste des Stations de la Ligne T2 | Liste des Stations de la Ligne T2 | Liste des Stations de la Ligne T2 | Liste des Stations de la Ligne T2 | Liste des Stations de la Ligne T2 |
|                                   |                                   |                                   | Station                           | Lieu                              | Correspondance(s)                 |
| --------------------------------- | --------------------------------- | --------------------------------- | --------------------------------- | --------------------------------- | --------------------------------- |
|                                   | ■                                 |                                   | Piot                              | Pont Édouard Daladier, Avignon    | À définir                         |
|                                   | •                                 |                                   | Allées de l'Oulle                 | Boulevard de l'Oulle, Avignon     | À définir                         |
|                                   | •                                 |                                   | Saint-Roch Université des Métiers | Boulevard Saint-Roch, Avignon     | À définir                         |
|                                   | •                                 |                                   | Gare Centre République            | Boulevard Saint-Roch, Avignon     | T1 et C2                          |
|                                   | •                                 |                                   | Magnanen                          | Boulevard Saint-Michel, Avignon   | C2                                |
|                                   | •                                 |                                   | Thiers Préfecture                 | Boulevard Limbert, Avignon        | C2                                |
|                                   | ■                                 |                                   | Saint-Lazare Université Arendt    | Boulevard Limbert, Avignon        | C2                                |

### Tramway de Bordeaux
Le prolongement de 4,1 km de la ligne D jusqu’au « Carré des Jalles » à Saint-Médard-en-Jalles, avec la desserte de quatre nouvelles stations, a été ajourné sine-die lors de la réunion du SDODM en 2021.

### Tramway de Brest
Le réseau actuel est en service depuis le 23 juin 2012 et est constitué d'une ligne A.

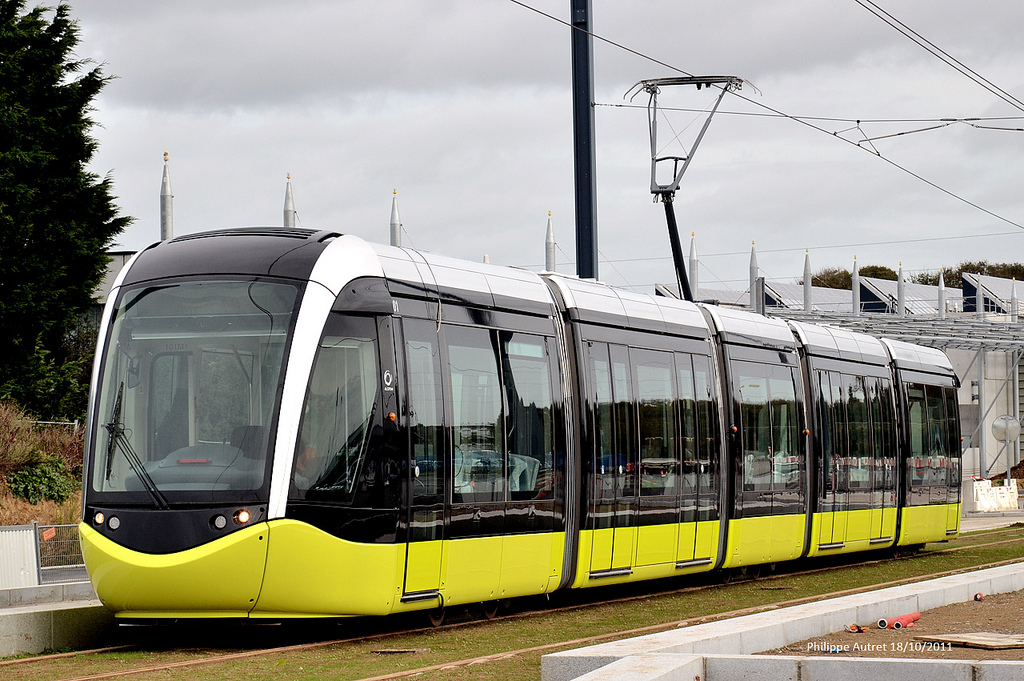
Tramway de Brest.

La construction d'une ligne B entre la Gare et le CHRU Cavale est prévue, avec une mise en service à l'horizon 2026. D’une longueur de 5,1 km, la ligne desservira, depuis la gare de Brest, la place de la Liberté, les sites universitaires, l’hôpital Morvan, le quartier de Bellevue et le CHRU Cavale.

### Tramway de Caen
Le tramway de Caen est un réseau de tramway qui dessert l'agglomération caennaise depuis le 27 juillet 2019. Il remplace surtout le transport léger guidé, mis en service le 18 novembre 2002. Ce réseau moderne se compose de trois lignes (T1 à T3) totalisant 16,2 km et 37 stations pour une longueur additionnée des lignes de 23,2 km.
Le 9 mars 2021, il est annoncé plusieurs projets concernant le tramway de Caen.
Tout d'abord la possibilité d'étendre les lignes actuelles a été confirmée :
- la ligne 2 pourrait s'étendre le long de la rue Jacques-Brel jusqu'à Épron au Nord, et desservir le nouvel écoquartier du bassin de la Presqu'ile au Sud ;
- la ligne 3 devrait se prolonger au Sud vers les Hauts-de-l'Orne jusqu'à atteindre l'avenue d'Harcourt à Fleury-sur-Orne.

Ensuite le projet Tramway 2028 a été dévoilé :

Le tracé B semble avoir l'avantage parmi les 3 proposés.

Un tracé est à l'étude à l'Ouest : une ligne en patte d'oie permettant d'une part de se rendre vers le quartier Beaulieu, et d'autre part vers Saint-Contest en passant par le quartier du Chemin-Vert.
L'objectif de ces extensions est d'apporter aux zones concernées un meilleur service de transport là où le réseau de lignes de bus est jugé insuffisant. En effet, la demande dans les quartiers Est de Caen est approximativement la même que celle du réseau actuel (calcul basé sur le ratio population /emploi /établissements scolaire).
3 tracés sont proposés permettant de desservir de nombreux équipements publics. Le 28 février 2023, les élus communautaires voteront définitivement le tracé en se basant sur le bilan de la concertation, mais selon la presse locale le tracé B évitant la rue Guillaume le Conquérant et ses nombreux opposants tiendrait finalement la corde après que le tracé A passant par cette rue ait longtemps été considéré comme le favori. En automne 2024, une nouvelle étude publique sera réalisée, et les travaux commenceront entre mi-2025 et 2026 et s'achèveront en 2028. Enfin, l'extension du tramway sera mise en service mi-2028.

### Tramway de Grenoble

Plan du réseau actuel de Grenoble.

Le réseau actuel est en service depuis le 3 août 1987 et est constitué de 5 lignes (A à E). La dernière extension a eu lieu le 21 décembre 2019 avec le prolongement de la ligne A jusqu'au Pont-de-Claix. La précédente extension a été inaugurée le 13 juillet 2015, prolongeant de 6,7 km la ligne E au nord de l'agglomération grenobloise.

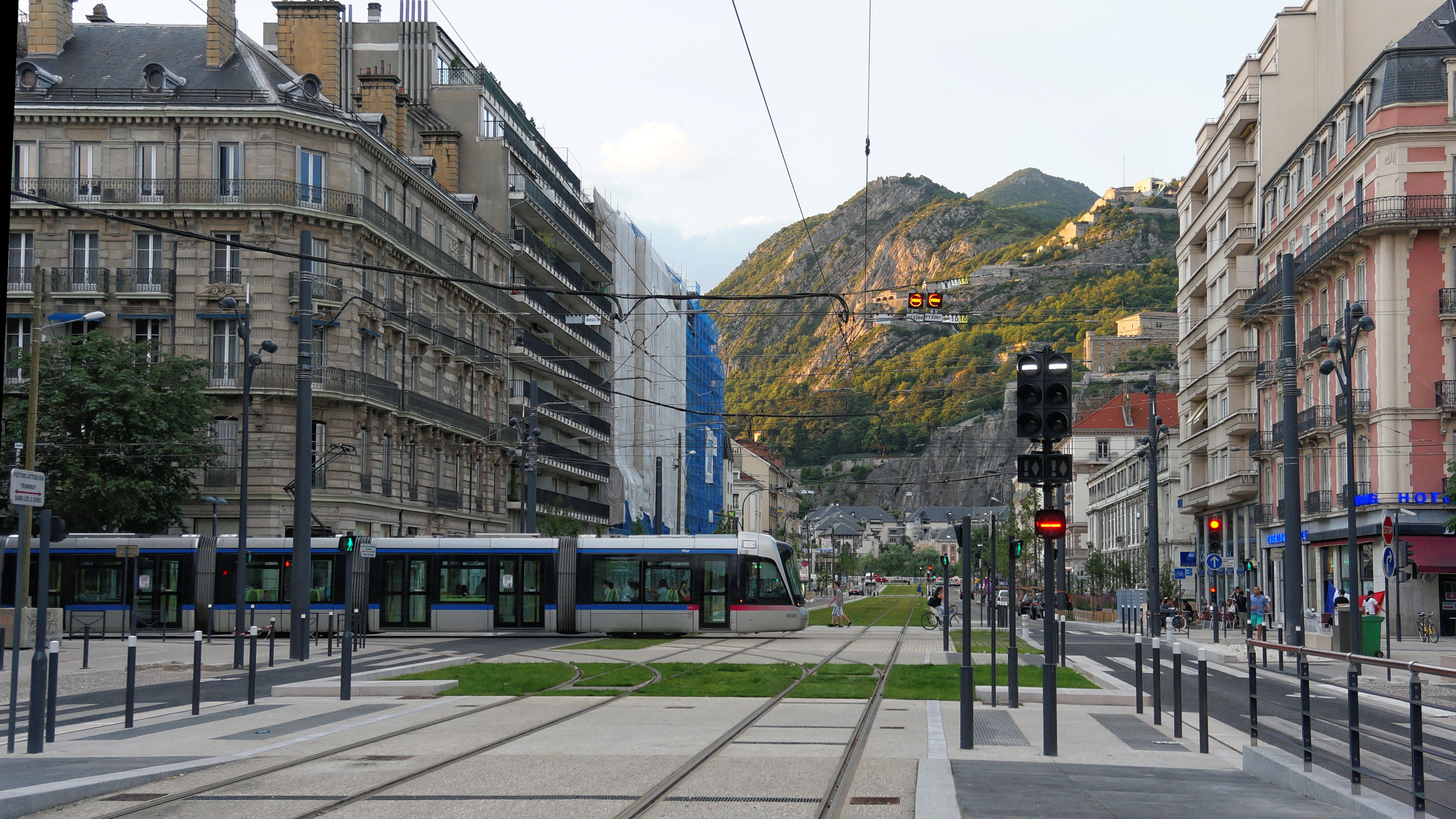
Ligne E du tramway de Grenoble.

Un prolongement de la ligne D est prévu jusqu'à la gare de Grenoble, à l'horizon 2026.
|  |   |  | Stations                                   | Communes             | Correspondances |  | Coordonnées                 |
|  | - |  | ------------------------------------------ | -------------------- | --------------- |  | --------------------------- |
|  | ■ |  | Étienne Grappe                             | Saint-Martin-d'Hères |                 |  | 45° 08′ 12″ N, 5° 42′ 32″ E |
|  | • |  | Parc Jo Blanchon                           | Saint-Martin-d'Hères |                 |  | 45° 08′ 12″ N, 5° 42′ 32″ E |
|  | • |  | Édouard Vaillant                           | Saint-Martin-d'Hères |                 |  | 45° 08′ 12″ N, 5° 42′ 32″ E |
|  | • |  | Maison Communale                           | Saint-Martin-d'Hères |                 |  | 45° 08′ 12″ N, 5° 42′ 32″ E |
|  | • |  | Neyrpic - Belledonne                       | Saint-Martin-d'Hères |                 |  | 45° 08′ 12″ N, 5° 42′ 32″ E |
|  | • |  | Les Taillées Universités (Terminus Actuel) | Saint-Martin-d'Hères |                 |  | 45° 08′ 12″ N, 5° 42′ 32″ E |
|  | • |  | Grand Sablon                               | La Tronche           |                 |  | 45° 08′ 12″ N, 5° 42′ 32″ E |
|  | • |  | Michallon                                  | La Tronche           |                 |  | 45° 08′ 12″ N, 5° 42′ 32″ E |
|  | • |  | La Tronche Hôpital                         | La Tronche           |                 |  | 45° 08′ 12″ N, 5° 42′ 32″ E |
|  | • |  | Île Verte                                  | Grenoble             |                 |  | 45° 08′ 12″ N, 5° 42′ 32″ E |
|  | • |  | Notre-Dame Musée                           | Grenoble             |                 |  | 45° 08′ 12″ N, 5° 42′ 32″ E |
|  | • |  | Sainte-Claire Les Halles                   | Grenoble             |                 |  | 45° 08′ 12″ N, 5° 42′ 32″ E |
|  | • |  | Hubert Dubedout - Maison du Tourisme       | Grenoble             |                 |  | 45° 08′ 12″ N, 5° 42′ 32″ E |
|  | • |  | Victor Hugo                                | Grenoble             |                 |  | 45° 08′ 12″ N, 5° 42′ 32″ E |
|  | • |  | Alsace-Lorraine                            | Grenoble             |                 |  | 45° 08′ 12″ N, 5° 42′ 32″ E |
|  | • |  | Gares                                      | Grenoble             |                 |  | 45° 08′ 12″ N, 5° 42′ 32″ E |

### Tramway du Havre

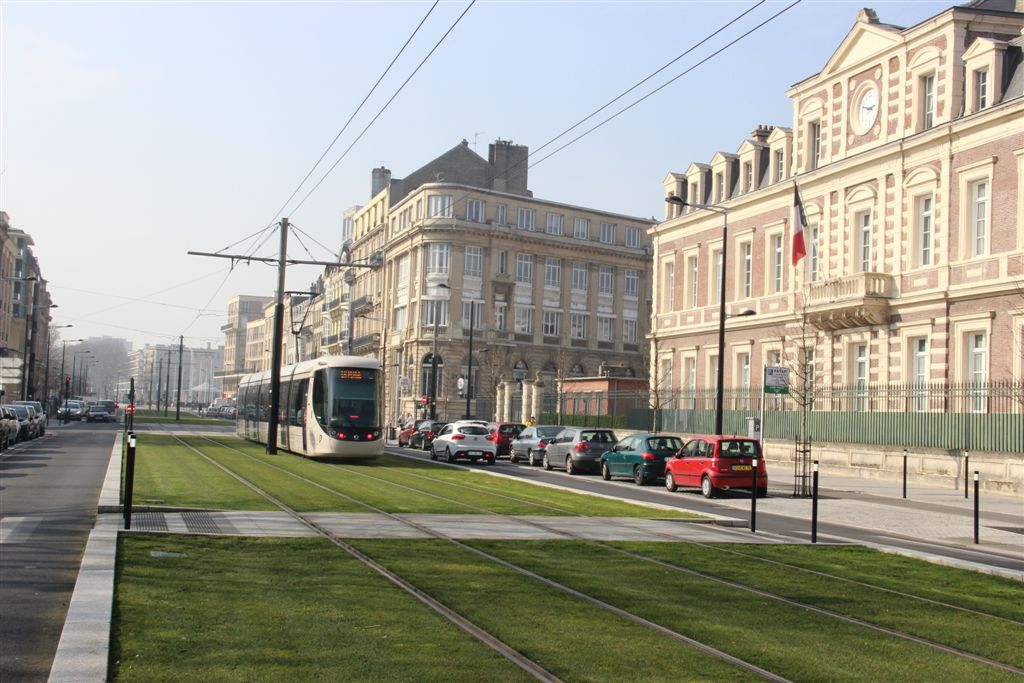
Tramway du Havre.

Le réseau actuel est en service depuis le 12 décembre 2012 et est constitué des lignes A et B.
La ligne C, projet d'extension du réseau, allant du Parc Jardin de Montivilliers jusqu'à la Vallée Béreult, dans les quartiers sud du Havre, est à l'étude pour une mise en service à l'horizon 2027. Cette ligne va desservir différents équipements du territoire tels que le Stade Océane, l'hôpital Jacques Monod, la Gare, les Docks et le cœur historique d'Harfleur.

### Tramway d'Île-de-France
Le réseau actuel est constitué de quatorze lignes. Plusieurs prolongements sont envisagés ou en travaux.

#### Prolongements de lignes existantes

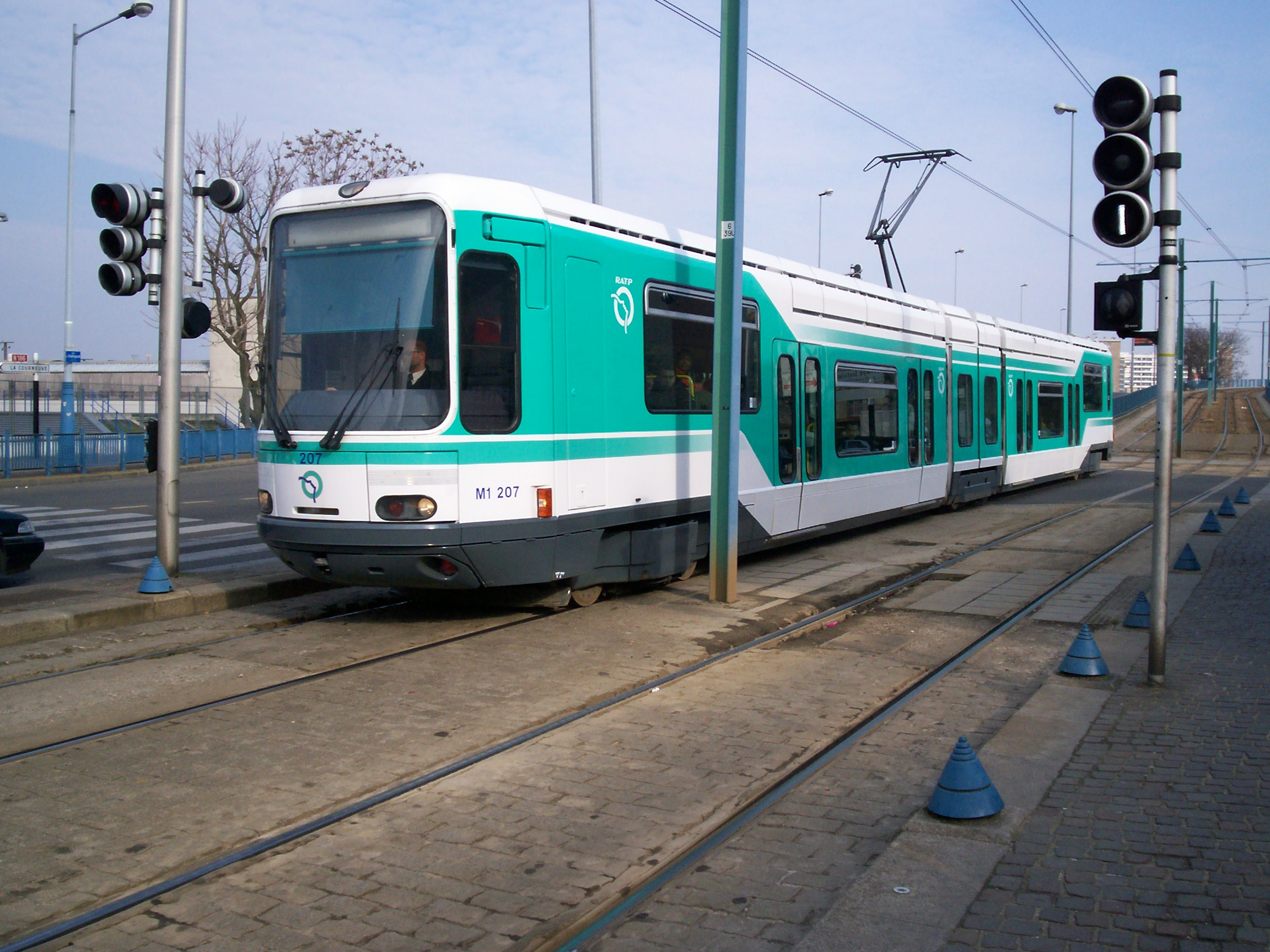
Ligne 1 du tramway d'Île-de-France.

##### Ligne T1

###### Prolongements à l'ouest
La RATP propose un prolongement de la ligne 1 à l'est et à l'ouest des terminus actuels. Elle sera rallongée à l'ouest de 6 km et desservira onze nouvelles stations. Ce prolongement nécessitera la livraison de quinze rames supplémentaires. Il sera effectué en deux phases, la première ajoutera une nouvelle station : Quatre Routes, elle est prévue en 2018. Ce ne sera qu'après que sera réalisé l'extension vers Gabriel Péri, à l'horizon 2020.
Quant au tronçon entre Nanterre et Rueil, il devait être en discussion pour la phase 3 (2020-2030) de l'avant-projet du SDRIF de 2006. En janvier 2009, les maires de Nanterre et de Rueil-Malmaison proposent une réalisation anticipée d'un tronçon du T1 reliant leurs deux communes, sans attendre l'achèvement complet de la ligne depuis Saint-Denis. Les maires demandent que ce projet relève du plan de relance du département des Hauts-de-Seine. La ligne desservirait le quartier du Petit-Nanterre (avenue de la République), la gare de Nanterre-Université, la préfecture et la mairie de Nanterre (avenue Joliot-Curie), la place de la Boule, puis suivant l'axe de la RN 13, le centre-ville de Rueil, puis le château de Malmaison. Finalement, le contrat particulier entre la région et le département signé le 19 juin 2009 prévoit le lancement d'études complémentaires relatives à ce tronçon. Le département des Hauts-de-Seine prévoit la création de 14 stations supplémentaires au-delà de Colombes. Le nom des stations en 2012 correspond à des noms de code, et leur emplacement est projectif et approximatif.
|  |   |  | Stations                 | Communes            | Correspondances                                  | Coordonnées                 | Phase           |
|  | - |  | ------------------------ | ------------------- | ------------------------------------------------ | --------------------------- | --------------- |
|  | ■ |  | Les Courtilles           | Asnières            | (M) · (13)                                       | 48° 55′ 48″ N, 2° 17′ 00″ E | -               |
|  | ■ |  | Quatre Routes            | Asnières            |                                                  | 48° 55′ 37″ N, 2° 16′ 24″ E | 1 - 2018        |
|  | • |  | Fossés Jean              | Colombes            |                                                  | 48° 55′ 55″ N, 2° 15′ 59″ E | 2 - 2020        |
|  | • |  | Gare du Stade            | Colombes            | Transilien · Ligne J du Transilien               | 48° 56′ 05″ N, 2° 15′ 45″ E | 2               |
|  | • |  | Valmy - Nord             | Colombes            |                                                  | 48° 56′ 01″ N, 2° 15′ 20″ E | 2               |
|  | • |  | Pierre de Coubertin      | Colombes            |                                                  | 48° 55′ 44″ N, 2° 15′ 16″ E | 2               |
|  | • |  | Stade Yves du Manoir     | Colombes            |                                                  | 48° 55′ 42″ N, 2° 14′ 53″ E | 2               |
|  | • |  | Île Marante              | Colombes            |                                                  | 48° 55′ 29″ N, 2° 14′ 20″ E | 2               |
|  | • |  | Charles Péguy            | Colombes            |                                                  | 48° 55′ 20″ N, 2° 13′ 58″ E | 2               |
|  | • |  | Les Grèves               | Colombes            |                                                  | 48° 55′ 12″ N, 2° 13′ 40″ E | 2               |
|  | • |  | Parc Pierre Lagravère    | Nanterre - Colombes | (T) · (2)                                        | 48° 55′ 04″ N, 2° 13′ 28″ E | 2               |
|  | ■ |  | Gabriel Péri             | Colombes            | (à distance)                                     | 48° 54′ 49″ N, 2° 13′ 36″ E | 2               |
|  | • |  | Max Fourstier            | Nanterre            |                                                  | 48° 54′ 44″ N, 2° 13′ 25″ E | 3 - 2020 à 2030 |
|  | • |  | Petit Nanterre           | Nanterre            |                                                  | 48° 54′ 32″ N, 2° 12′ 57″ E | 3               |
|  | • |  | Archéologie              | Nanterre            |                                                  | 48° 54′ 18″ N, 2° 12′ 34″ E | 3               |
|  | • |  | Anatole France           | Nanterre            |                                                  | 48° 54′ 11″ N, 2° 12′ 26″ E | 3               |
|  | • |  | Nanterre - Université    | Nanterre            | (RER) · (A) · Transilien · Ligne L du Transilien | 48° 54′ 05″ N, 2° 12′ 53″ E | 3               |
|  | • |  | Droits de l'Homme        | Nanterre            | existant : (à distance) envisagé :               | 48° 53′ 47″ N, 2° 12′ 55″ E | 3               |
|  | • |  | Les Amandiers            | Nanterre            |                                                  | 48° 53′ 38″ N, 2° 12′ 43″ E | 3               |
|  | • |  | Nanterre - Mairie        | Nanterre            |                                                  | 48° 53′ 28″ N, 2° 12′ 26″ E | 3               |
|  | • |  | Nanterre - La Boule      | Nanterre            | envisagé :                                       | 48° 53′ 15″ N, 2° 12′ 03″ E | 3               |
|  | • |  | Sainte-Geneviève         | Nanterre            |                                                  | 48° 53′ 07″ N, 2° 11′ 44″ E | 3               |
|  | • |  | Auguste Neveu            | Rueil / Nanterre    |                                                  | 48° 52′ 57″ N, 2° 11′ 16″ E | 3               |
|  | • |  | Caserne des Suisses      | Rueil-Malmaison     |                                                  | 48° 52′ 53″ N, 2° 11′ 05″ E | 3               |
|  | • |  | Rueil-Malmaison - Mairie | Rueil-Malmaison     |                                                  | 48° 52′ 46″ N, 2° 10′ 45″ E | 3               |
|  | • |  | Bois Préau               | Rueil-Malmaison     |                                                  | 48° 52′ 38″ N, 2° 10′ 24″ E | 3               |
|  | ■ |  | Osiris / Stade du Parc   | Rueil-Malmaison     |                                                  | 48° 52′ 29″ N, 2° 10′ 04″ E | 3               |

###### Prolongement à l'est
À l'est, la ligne sera prolongée jusqu'au Val de Fontenay avec une correspondance avec la gare du RER A. Elle mesurera 7,7 km et desservira quinze stations. La ligne sera également coupée en deux entre Bobigny - Pablo Picasso et Val de Fontenay ainsi qu'entre Bobigny - Pablo Picasso et Bois-Colombes.
|  |   |  | Stations                | Communes           | Correspondances           | Coordonnées                 |
|  | - |  | ----------------------- | ------------------ | ------------------------- | --------------------------- |
|  | ■ |  | Noisy-le-Sec            | Noisy-le-Sec       | existant : envisagé :     | 48° 53′ 45″ N, 2° 27′ 37″ E |
|  | • |  | Saint-Jean              | Noisy-le-Sec       |                           | 48° 53′ 35″ N, 2° 27′ 24″ E |
|  | • |  | Place Jeanne d'Arc      | Noisy-le-Sec       |                           | 48° 53′ 24″ N, 2° 27′ 10″ E |
|  | • |  | Rue Hélène              | Noisy-le-Sec       |                           | 48° 53′ 18″ N, 2° 27′ 02″ E |
|  | • |  | Carrefour de la Vierge  | Noisy-le-Sec       |                           | 48° 53′ 12″ N, 2° 26′ 55″ E |
|  | • |  | Place Carnot            | Romainville        | (M) · (11)                | 48° 53′ 02″ N, 2° 26′ 27″ E |
|  | • |  | Collège Gustave Courbet | Romainville        |                           | 48° 52′ 42″ N, 2° 26′ 29″ E |
|  | • |  | Libre Pensée            | Romainville        |                           | 48° 52′ 33″ N, 2° 26′ 34″ E |
|  | • |  | Route de Romainville    | Montreuil          |                           | 48° 52′ 20″ N, 2° 26′ 51″ E |
|  | • |  | Aristide Briand         | Montreuil          | envisagé : (horizon 2025) | 48° 52′ 14″ N, 2° 27′ 06″ E |
|  | • |  | Rue de Rosny            | Montreuil          |                           | 48° 52′ 01″ N, 2° 27′ 28″ E |
|  | • |  | Théophile Sueur         | Montreuil          |                           | 48° 51′ 48″ N, 2° 27′ 49″ E |
|  | • |  | Côte du Nord            | Montreuil          |                           | 48° 51′ 44″ N, 2° 28′ 26″ E |
|  | • |  | Victor Hugo             | Montreuil          |                           | 48° 51′ 42″ N, 2° 28′ 56″ E |
|  | • |  | Faidherbe               | Rosny-sous-Bois    |                           | 48° 51′ 39″ N, 2° 29′ 18″ E |
|  | ■ |  | Val de Fontenay         | Fontenay-sous-Bois | existant : envisagé :     | 48° 51′ 18″ N, 2° 29′ 25″ E |

##### Ligne T2

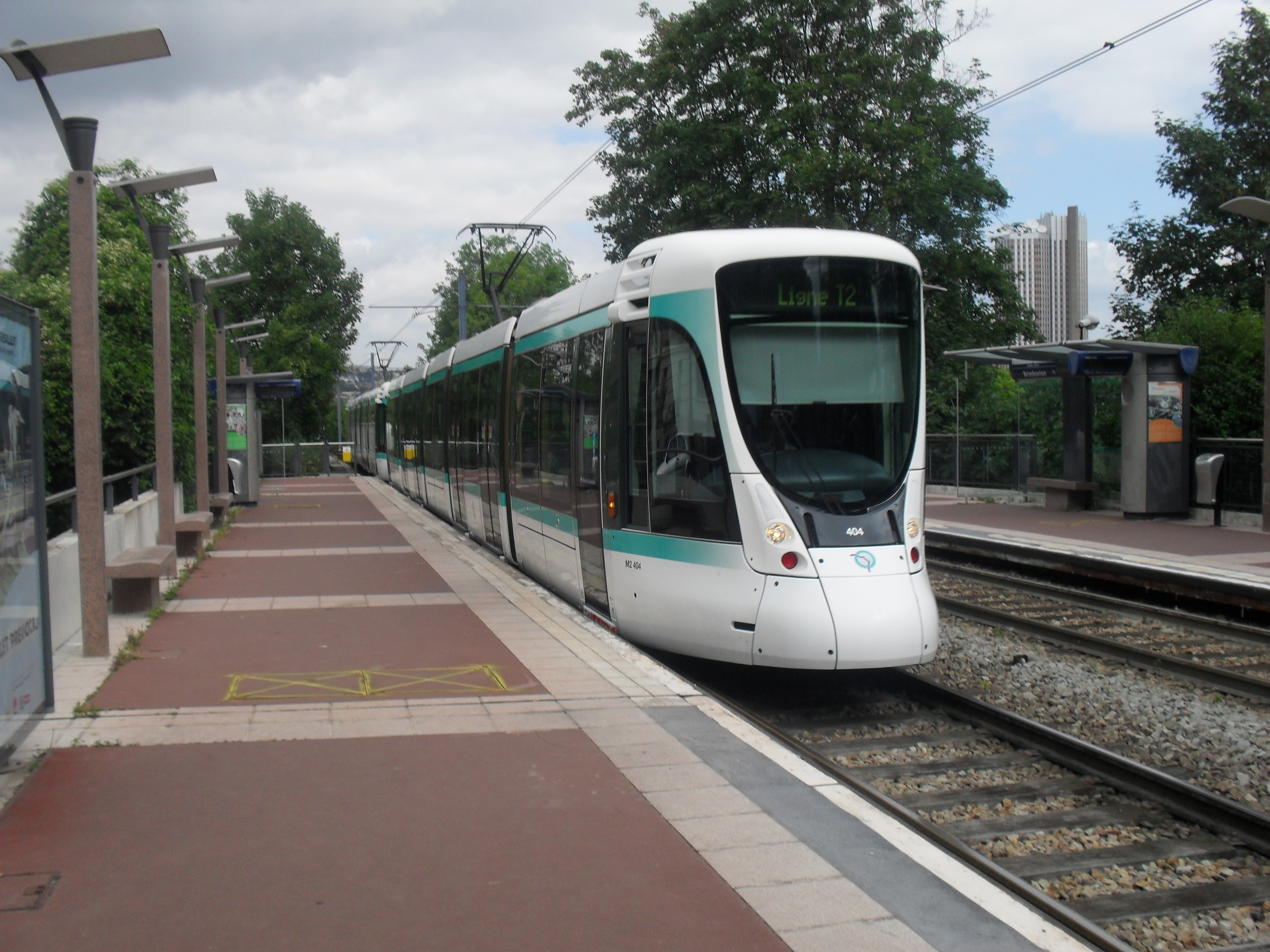
Ligne T2 du tramway d'Île-de-France.

La ligne T2 doit normalement être prolongée vers Sartrouville-Val-Notre-Dame pour être en correspondance avec la ligne 11 du tramway d'Île-de-France.

##### Ligne T5
Concernant la ligne 5, trois projets sont envisagés. Le premier consiste à rallonger le T5 à travers Garges-lès-Gonesse. Le deuxième vise à relier Garges-Sarcelles au Bourget afin de mieux desservir la zone aéroportuaire. Et enfin, le troisième permettrait de rallonger la ligne jusqu'à la gare Stains-La Cerisaie du T11.

##### Ligne T6
Deux projets sont envisagés. Un premier consisterait de prolonger la ligne vers Satory pour une correspondance avec la future ligne 18 du métro. Le deuxième consiste en l'extension de la ligne jusqu'à la Porte d'Orléans, afin d'assurer de nouvelles correspondances avec le T3a et la ligne 4 du métro. Cela permettrait de désaturer la ligne 13.

##### Ligne T7

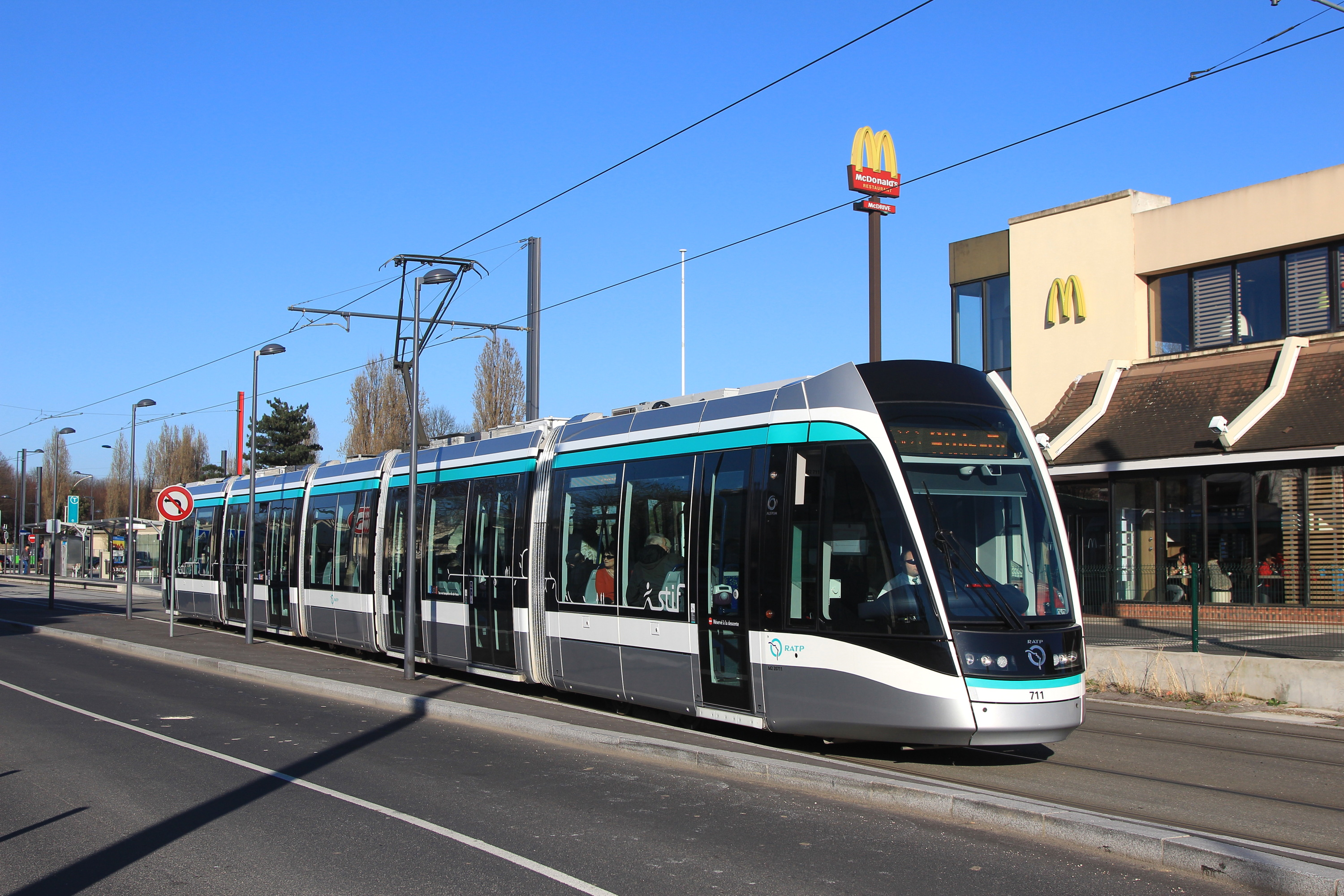
Ligne 7 du tramway de Paris

La ligne 7 sera dotée d'un nouveau terminus à la gare de Juvisy avec des correspondances avec les RER C et D. Il sera rajouté 3,7 km ainsi que six stations dont une en souterrain. En 2021 les travaux n’ont toujours pas débutés, malgré le financement de la part d’IDF Mobilités. Ces derniers prévoient début 2023 une mise en service mi-2030 d’après leur site officiel.
|  |   |  | Stations                                   | Communes        | Correspondances   |
|  | - |  | ------------------------------------------ | --------------- | ----------------- |
|  | ■ |  | Athis-Mons Athis-Mons - Porte de l'Essonne | Athis-Mons      |                   |
|  | • |  | Le Contin                                  | Athis-Mons      |                   |
|  | • |  | Stade Delaune                              | Athis-Mons      |                   |
|  | • |  | Pyramides                                  | Athis-Mons      |                   |
|  | • |  | Observatoire                               | Juvisy-sur-Orge |                   |
|  | • |  | Maréchal Leclerc                           | Juvisy-sur-Orge |                   |
|  | ■ |  | Juvisy-sur-Orge RER                        | Juvisy-sur-Orge | (RER) · (C) · (D) |

##### Ligne T8

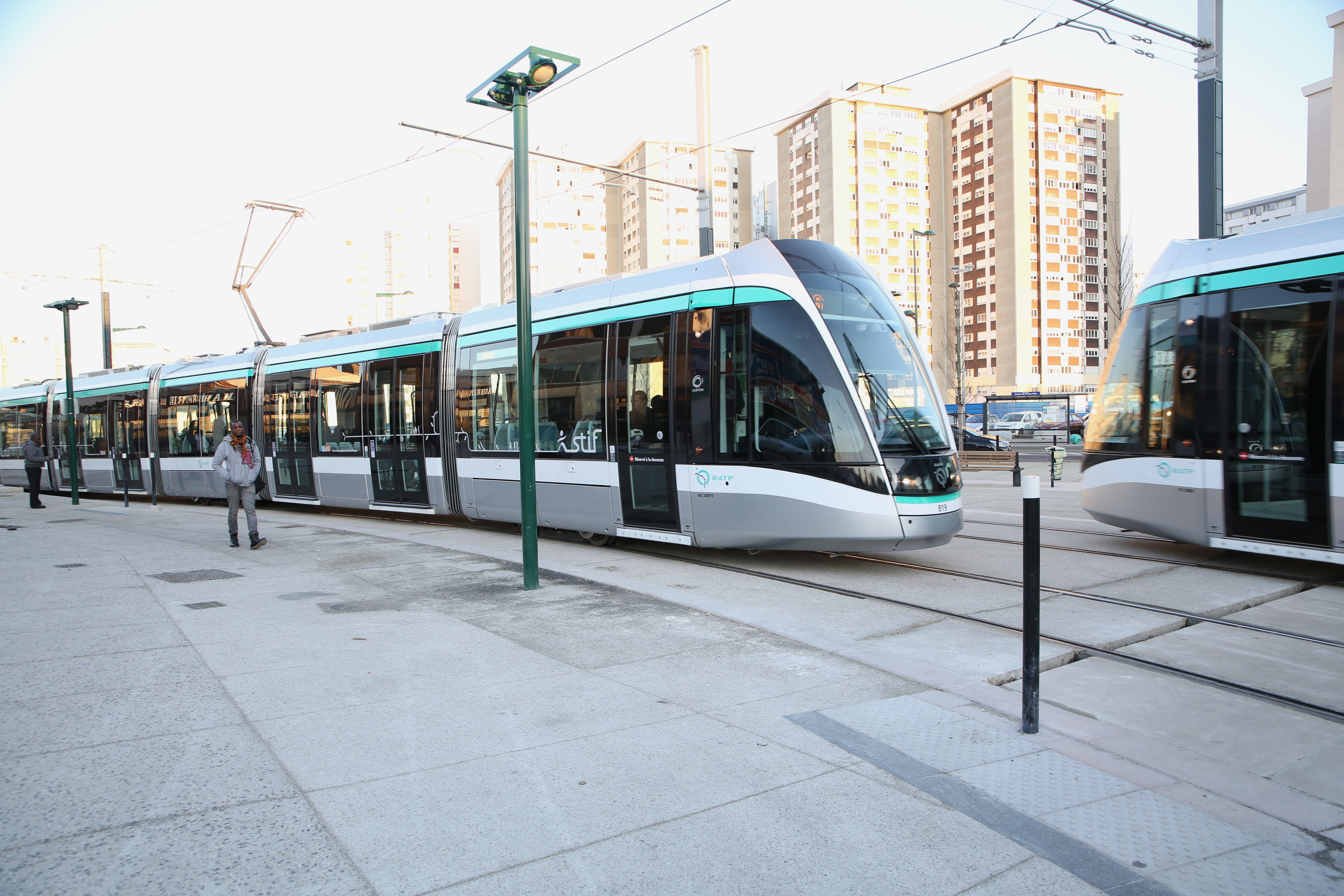
Ligne 8 du tramway de Paris.

Un prolongement du Tram'Y était prévu au sud dans le cadre du dossier Paris 2012, afin de desservir le quartier olympique. La ligne se serait poursuivie de Saint Denis-Porte de Paris à la Plaine Saint-Denis, en desservant la cité des Francs-Moisins à Saint-Denis, le stade de France, la gare de La Plaine - Stade de France, la station Front populaire du prolongement de la ligne 12, la porte d'Aubervilliers et aurait terminé à la gare Rosa-Parks, donnant ainsi correspondance avec le RER E et la ligne de tramway T3b. Mais, compte tenu de l'échec de la candidature parisienne, cette extension au sud du Tram'Y n'était plus étudiée.
Toutefois, le projet de SDRIF, rendu public en novembre 2006, réaffirme le projet du Tram'Y dans son ensemble, c'est-à-dire jusqu'à la future gare Rosa-Parks 25, et le contrat de projets Région-Département / Ville de Paris de 2009 prévoit une enveloppe de 3 millions d'euros au titre des études pour ce prolongement. Le projet de la Ville de Paris de réaménagement des quartiers nord-est prévoit l'utilisation de l'espace central de l'avenue de la porte d'Aubervilliers entre la place Skanderbeg et la gare Rosa-Parks pour le T8.
En octobre 2013, le STIF approuva la convention de financement d’études préalables pour le prolongement du T8 vers Paris, entre Saint-Denis et la gare du RER E Rosa Parks, pour un montant de 380 000 euros.
|  |   |  | Stations                     | Lat/Long                    | Zone | Communes                   | Correspondances          |
|  | - |  | ---------------------------- | --------------------------- | ---- | -------------------------- | ------------------------ |
|  | • |  | Saint-Denis - Porte de Paris | 48° 55′ 47″ N, 2° 21′ 29″ E | 3    | Saint-Denis                | (M) · (13)               |
|  | • |  | Lycée Suger                  | 48° 55′ 46″ N, 2° 21′ 58″ E | 3    | Saint-Denis                |                          |
|  | • |  | Casanova                     | 48° 55′ 36″ N, 2° 21′ 58″ E | 3    | Saint-Denis                |                          |
|  | • |  | Cokerie                      | 48° 55′ 16″ N, 2° 21′ 52″ E | 2    | Saint-Denis                |                          |
|  | • |  | La Plaine - Stade de France  | 48° 55′ 05″ N, 2° 21′ 43″ E | 2    | Saint-Denis                | existant : envisagé :    |
|  | • |  | Lycée de La Plaine           | 48° 54′ 55″ N, 2° 21′ 59″ E | 2    | Saint-Denis, Aubervilliers |                          |
|  | • |  | Campus Condorcet             | 48° 54′ 33″ N, 2° 21′ 56″ E | 2    | Saint-Denis, Aubervilliers |                          |
|  | • |  | Front populaire              | 48° 54′ 25″ N, 2° 21′ 57″ E | 2    | Saint-Denis, Aubervilliers | (M) · (12)               |
|  | • |  | EMGP                         | 48° 54′ 11″ N, 2° 21′ 57″ E | 2    | Aubervilliers              |                          |
|  | • |  | Porte d'Aubervilliers        | 48° 53′ 56″ N, 2° 22′ 15″ E | 1    | Paris                      | (T) · (3b)               |
|  | ■ |  | Rosa-Parks                   | 48° 53′ 48″ N, 2° 22′ 24″ E | 1    | Paris                      | (T) · (3b) · (RER) · (E) |

Au-delà de cette gare, l'Atelier parisien d'urbanisme envisage, dans une étude publiée en août 2011, la réutilisation par la ligne T8 du segment Est de la ligne de Petite Ceinture. Deux hypothèses sont étudiées : hypothèse courte avec prolongement jusqu'au parc des Buttes-Chaumont (correspondances avec la ligne 5 et la ligne 7 du métro) et hypothèse moyenne avec prolongement jusqu'à la porte de Vincennes (correspondances avec les lignes T3a et T3b du tramway et les lignes 1, 3, 7 bis, 9 et 11 du métro).
Outre de nouvelles correspondances, ce prolongement présenterait l'avantage de desservir des quartiers mal connectés au réseau de transport en commun. Il présente toutefois deux inconvénients principaux : une partie notable de son tracé se situe en tunnel profond, et les ouvrages sont anciens, délaissés depuis longtemps et devront être remis en état. Le coût du prolongement entre la gare Rosa-Parks et la porte de Vincennes est évalué à 260 millions d'euros pour 6,5 km.
Enfin, dans une étude réalisée par l'Atelier parisien d'urbanisme en mai 2012, une autre hypothèse évoque la possibilité d'un prolongement au sud-ouest de la gare Rosa Parks, vers la gare de l'Est, en empruntant les voies présentes à côté de la ligne E du RER. Elle longerait la ZAC Pajol, desservirait la station de métro La Chapelle de la ligne 2 pour se terminer donc à la gare de l'Est.

##### Ligne T9
Il est prévu à terme que la ligne T9 soit prolongée jusqu'à l'aéroport d'Orly.

#### Ligne T10

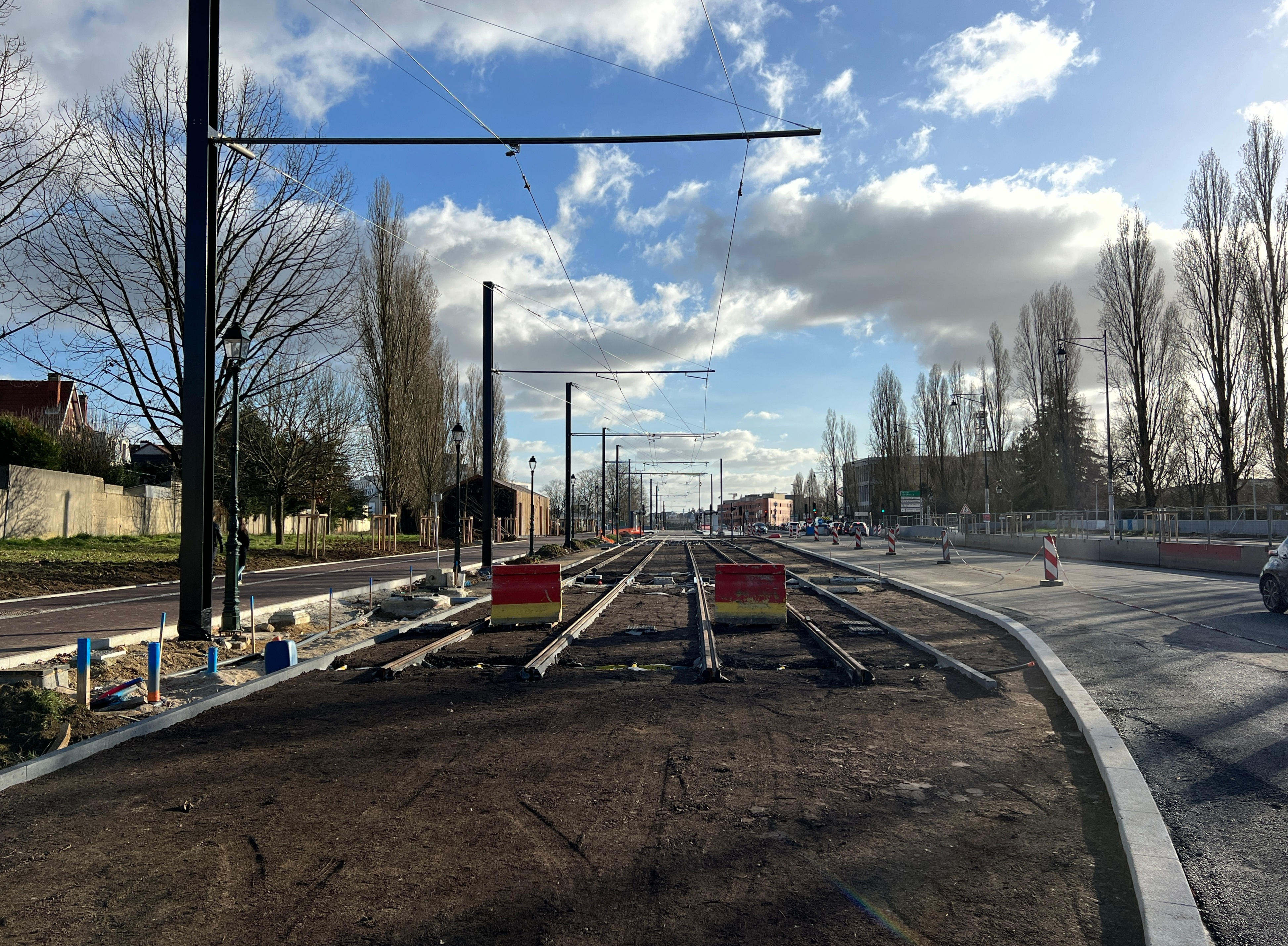
Terminus provisoire nord en attendant le prolongement.

Il est initialement envisagé de prolonger la ligne, dans une seconde phase, vers Issy-les-Moulineaux. Le prolongement est dans un premier temps projeté jusqu'à la gare d'Issy-Val de Seine, mais est ensuite redirigé vers la gare d'Issy, plus facile d'accès. À l'avenir, il est en effet prévu que celle-ci comporte une gare de la ligne 15 du Grand Paris Express ainsi qu'une station de la ligne 12 du métro de Paris. La voirie est toutefois pentue et d'une largeur insuffisante pour permettre la cohabitation entre un tramway et la circulation routière, ce qui conduit à envisager le passage par un tunnel.
En 2015, le dossier d'enquête publique précise que des options de prolongement au nord vers la gare d'Issy ou la gare de Clamart sont à l'étude, en surface ou en souterrain. En septembre 2020, la convention de financement destinée à entreprendre des études approfondies de faisabilité du prolongement est conclue pour un montant de 4 millions d'euros, partagés entre le département des Hauts-de-Seine, la région Île-de-France et l'État.
Trois tracés, en majorité souterrains, sont alors retenus, dont deux abandonneraient la desserte de la station Place du Garde. Les travaux étant arrêtés à Jardin Parisien, Île-de-France Mobilités (IDFM) envisage en mai 2022 un tracé jusqu'à une station souterraine gare de Clamart en correspondance avec la ligne 15, avec deux stations intermédiaires souterraines, Mairie de Clamart et Centre de Clamart, qui impliquerait de ne pas réaliser la station Place du Garde.
Une concertation publique relative au prolongement de la ligne est organisée du 27 février au 24 avril 2023. À l'issue de celle-ci, IDFM décide de poursuivre les études du scénario en tunnel et d’écarter le scénario en surface, tel que présenté à la concertation préalable, en vue d'une enquête publique en 2025. La mise en service du projet, sous réserve des financements nécessaires, est prévue en 2032.
|  |   |  | Station           | Lat/Long                    | Zone | Communes | Correspondances                            |
|  | - |  | ----------------- | --------------------------- | ---- | -------- | ------------------------------------------ |
|  | ■ |  | Jardin Parisien   | 48° 47′ 30″ N, 2° 15′ 09″ E | 3    | Clamart  |                                            |
|  | • |  | Mairie de Clamart | 48° 48′ 01″ N, 2° 15′ 48″ E | 3    | Clamart  | En attente d'études et procédures en cours |
|  | • |  | Centre de Clamart | 48° 48′ 13″ N, 2° 16′ 00″ E | 3    | Clamart  | En attente d'études et procédures en cours |
|  | ■ |  | Gare de Clamart   | 48° 48′ 50″ N, 2° 16′ 23″ E | 2    | Clamart  | existant : en construction :               |

Tram Express est le nom racine de lignes de transport ferroviaire en région Île-de-France, projetées par Île-de-France Mobilités, qui doivent être exploitées sous forme de tram-train et implantées en rocade.
Pour tous les projets suivants, le matériel roulant serait des Citadis Dualis.

#### Ligne 11 — Tram Express Nord
La ligne 11 du tramway d'Île-de-France doit relier Noisy-le-Sec à Sartrouville en 2033. La plateforme est déjà en construction. La ligne sera exploitée par la SNCF et devrait mesurer 28 kilomètres pour desservir 18 gares. Une partie de la ligne a été mise en service en 2017 entre Épinay-sur-Seine et Le Bourget. À terme, la ligne sera en correspondance avec un grand nombre de lignes dont notamment les RER B, C et E ainsi que les tramways T1 et T8.
|  |   |  | Stations                      | Communes              | Correspondances                                  | Coordonnées                 | Ouverture |
|  | - |  | ----------------------------- | --------------------- | ------------------------------------------------ | --------------------------- | --------- |
|  | ■ |  | Sartrouville                  | Sartrouville          | (RER) · (A) · Transilien · Ligne L du Transilien | 48° 56′ 15″ N, 2° 09′ 27″ E | 2033      |
|  | • |  | Sartrouville - Val Notre-Dame | Sartrouville          | (en projet)                                      | 48° 56′ 24″ N, 2° 11′ 39″ E | 2033      |
|  | • |  | Val d'Argenteuil              | Argenteuil            | Transilien · Ligne J du Transilien               | 48° 57′ 01″ N, 2° 13′ 53″ E | 2033      |
|  | • |  | Argenteuil - GC               | Argenteuil            | (à la Gare d'Argenteuil)                         | 48° 56′ 56″ N, 2° 15′ 29″ E | 2027      |
|  | ■ |  | Epinay-sur-Seine              | Epinay-sur-Seine      | (RER) · (C) · (T) · (8)                          | 48° 57′ 15″ N, 2° 18′ 08″ E | 2017      |
|  | • |  | Epinay - Villetaneuse         | Epinay-sur-Seine      | Transilien · Ligne H du Transilien               | 48° 57′ 30″ N, 2° 19′ 42″ E | 2017      |
|  | • |  | Villetaneuse - Université     | Villetaneuse          | (T) · (8)                                        | 48° 57′ 34″ N, 2° 20′ 31″ E | 2017      |
|  | • |  | Pierrefitte - Stains          | Pierrefitte-sur-Seine | (RER) · (D)                                      | 48° 57′ 50″ N, 2° 22′ 20″ E | 2017      |
|  | • |  | Stains - La Cerisaie          | Stains                | (en projet)                                      | 48° 57′ 16″ N, 2° 23′ 31″ E | 2017      |
|  | • |  | Dugny - La Courneuve          | Dugny / La Courneuve  |                                                  | 48° 56′ 37″ N, 2° 24′ 40″ E | 2017      |
|  | ■ |  | Le Bourget                    | Le Bourget            | existant : en construction : envisagé :          | 48° 55′ 50″ N, 2° 25′ 33″ E | 2017      |
|  | • |  | Drancy - Bobigny              | Drancy / Bobigny      | existant : envisagé :                            | 48° 54′ 57″ N, 2° 25′ 35″ E | 2032      |
|  | • |  | Bobigny - La Folie*           | Bobigny               | envisagé : T Zen 3 (en projet)                   | Inconnues                   | 2032      |
|  | ■ |  | Noisy-le-Sec                  | Noisy-le-Sec          | (RER) · (E) · (T) · (1)                          | 48° 53′ 48″ N, 2° 27′ 35″ E | 2032      |

* Cette station est prévue, mais n'a pas été confirmée par Île-de-France Mobilités.

#### Ligne 12 — Tram Express Sud
Cette ligne est la dernière née. Elle part de Massy-Palaiseau et va à Évry-centre en 16 stations. Elle a pour correspondance les RER B, C et D ainsi que la gare TGV de Massy-Palaiseau. Cette ligne ouvrit le 09/12/2023 et mesure environ 20 km. Au terme du premier projet, Île-de-France Mobilités prévoit de rallonger la ligne vers Versailles-Chantiers. Elle desservira six nouvelles stations et sera en correspondance avec la future ligne 18 du métro.

#### Ligne 13 — Tram Express Ouest
La ligne 13 du tramway d'Île-de-France relie depuis 2022 Saint-Germain-en-Laye (gare du RER A) et Saint-Cyr-l'École (gare du RER C). Ile-de-France Mobilités prévoit d'étendre la ligne vers Poissy et Achères-ville.
Le prolongement sera long de 10 km ; il comportera six stations (noms au 7 mars 2016).
Les noms des stations ne sont pas définitifs. Les coordonnées et les zones sont approximatives.
|  |   |  | Gare                    | Lat/Long                    | Zone | Commune               | Correspondances                                  |
|  | - |  | ----------------------- | --------------------------- | ---- | --------------------- | ------------------------------------------------ |
|  | • |  | Lisière Pereire         | 48° 54′ 15″ N, 2° 04′ 23″ E | 4    | Saint-Germain-en-Laye |                                                  |
|  | • |  | Poissy Gambetta         |                             | 5    | Poissy                |                                                  |
|  | • |  | Poissy RER              |                             | 5    | Poissy                | existant : en construction :                     |
|  | • |  | Poissy ZAC              |                             | 5    | Poissy                |                                                  |
|  | • |  | Achères - Chêne feuillu |                             | 5    | Achères               |                                                  |
|  | ■ |  | Achères-Ville           |                             | 5    | Achères               | (RER) · (A) · Transilien · Ligne L du Transilien |

Des prolongements à un horizon plus lointain étaient inscrit au schéma directeur de la région Île-de-France approuvé le 27 décembre 2013 : il s'agit des prolongements vers Versailles au Sud et vers Cergy au Nord (horizon 2030). Un prolongement du T13 vers Versailles - Chantiers permettrait de créer une correspondance avec le T12 (dans le cas où son prolongement venait à être réalisé), mais des difficultés techniques pourraient compromettre ces deux projets. Un dernier prolongement vers Saint-Quentin-en-Yvelines était envisagé bien qu'il ne soit pas inscrit au schéma directeur de la région Île-de-France.

#### Ligne 14 — Tram Express Est
La ligne 14 du tramway d'Île-de-France relie depuis 2025 Esbly (gare de la ligne P du Transilien) et Crécy-la-Chappelle. Il s'agit de la ligne la moins fréquentée du Réseau d'Ile de France avec 365 000 voyageurs par an. Le département de Seine-et-Marne souhaite étendre la ligne vers Coulommiers.

### Tramway de Lille
Le réseau actuel est en service depuis 1909 et est constitué des lignes R et T. Il est surnommé le Mongy, et est en voie métrique.

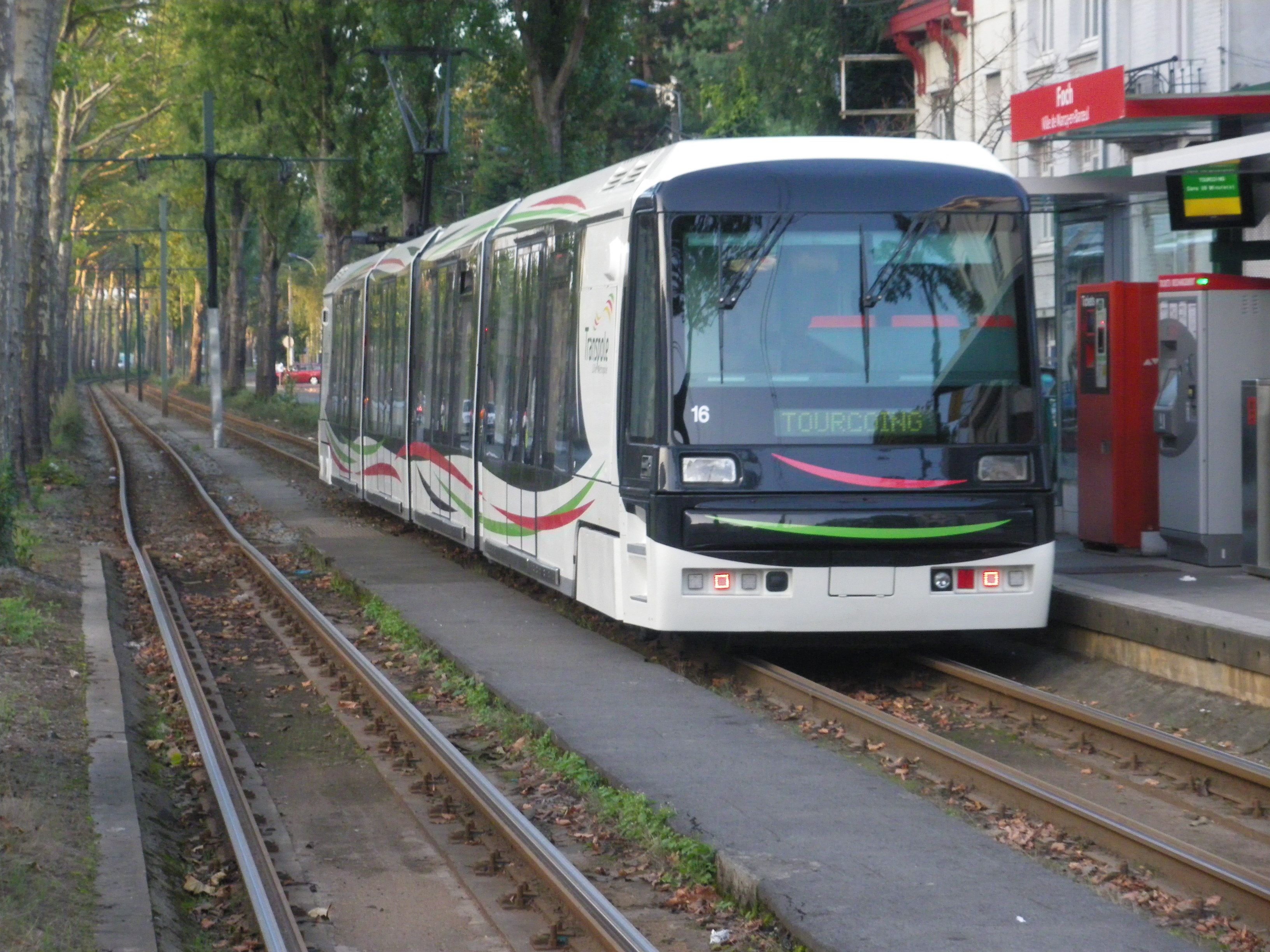
Rame de tramway rénovée en 2013.

La  Métropole Européenne de Lille a adopté, le 28 juin 2019, un schéma directeur des infrastructures de transport (SDIT) planifiant la construction de 5 nouvelles lignes de tramways en plus des deux actuelles. Ces 5 nouvelles lignes représenteraient plus de 55 km de voies nouvelles.

#### Les grands principes à retenir
Ce projet comporte plusieurs branches : il reliera les villes de Neuville-en-Ferrain, Tourcoing, Roubaix et Hem. L’actuel tramway Mongy sera étendu de Tourcoing-centre à la gare de Tourcoing.
Axe de Neuville en Ferrain à Hem
- 14 km
- 28 stations
- Fréquence de 6 minutes en heures de pointe

| Stations                         | Communes            |
| -------------------------------- | ------------------- |
| Neuville Schuman Hauts de France | Neuville-en-Ferrain |
| Docteur Guerin                   | Neuville-en-Ferrain |
| Rue de Gand                      | Tourcoing           |
| Tourcoing Pont de Neuville       | Tourcoing           |
| Bourgogne                        | Tourcoing           |
| Croix Rouge                      | Tourcoing           |
| Drouot                           | Tourcoing           |
| Virolois                         | Tourcoing           |
| Touquet                          | Tourcoing           |
| Levant                           | Tourcoing           |
| Gare de Tourcoing                | Tourcoing           |
| Square du Brouteux               | Tourcoing           |
| Union                            | Tourcoing           |
| Alma                             | Roubaix             |
| Fosse aux Chênes                 | Roubaix             |
| Anne Franck                      | Roubaix             |
| Roubaix Euroteleport             | Roubaix             |
| Galon d'eau                      | Roubaix             |
| Condition Publique               | Roubaix             |
| Place Carnot                     | Roubaix             |
| Trois Pont                       | Roubaix             |
| Vélodrome                        | Roubaix             |
| Parc des Sports                  | Roubaix             |
| Les Hauts Champs                 | Roubaix             |
| Joseph Dubar                     | Hem                 |
| Dunant                           | Hem                 |
| Hem Laennec                      | Hem                 |
| Blenchisserie                    | Hem                 |
| Lionderie                        | Hem                 |
| Clemenceau                       | Hem                 |
| Hem Grand Place                  | Hem                 |

Extension du Mongy de Tourcoing-centre à la gare
- 1 km
- 2 stations
- Fréquence de 7 minutes en heures de pointe

Axe de Roubaix à Wattrelos
- 5,2 km
- 9 stations
- Fréquence de 7 minutes en heures de pointe

Ce projet comporte plusieurs branches : il desservira la ville de Lille, vers le nord les communes de Wambrechies, Marquette-Lez-Lille et Saint-André-Lez-Lille, vers l’ouest les communes d’Haubourdin et Loos, et vers le sud les communes de Wattignies, Templemars, Faches-Thumesnil et Seclin.
Secteur Lillois : Lille, La Madeleine
- Grands pôles desservis : Gare Lille Europe, Citadelle, Port de Lille, Porte des Postes
- 9,2 km
- 17 stations
- Fréquence de 6 minutes en heures de pointe

Axe Nord : Wambrechies, Marquette-Lez-Lille, Saint-André-Lez-Lille
- Grands pôles desservis : Wambrechies, future zone de développement urbain Marquette-lez-Lille/Saint-André-Lez-Lille
- 5 km
- 9 stations
- Fréquence de 6 minutes en heures de pointe

Axe Ouest : Haubourdin, Loos, Lille
- Grands pôles desservis : centre-ville d’Haubourdin, centre-ville de Loos, place Antoine-Tacq à Lille
- 4,9 km
- 9 stations
- Fréquence de 6 minutes en heures de pointe

Axe Sud : Lille, Faches-Thumesnil, Templemars, Wattignies, Seclin
- Grands pôles desservis : Mairie de Wattignies, gare de Wattignies-Templemars, Cité des Métiers et de l’Artisanat de Lille, Porte d’Arras et Porte des Postes.
- 10,1 km
- 17 stations
- Fréquence de 6 minutes en heures de pointe

### Tramway de Lyon

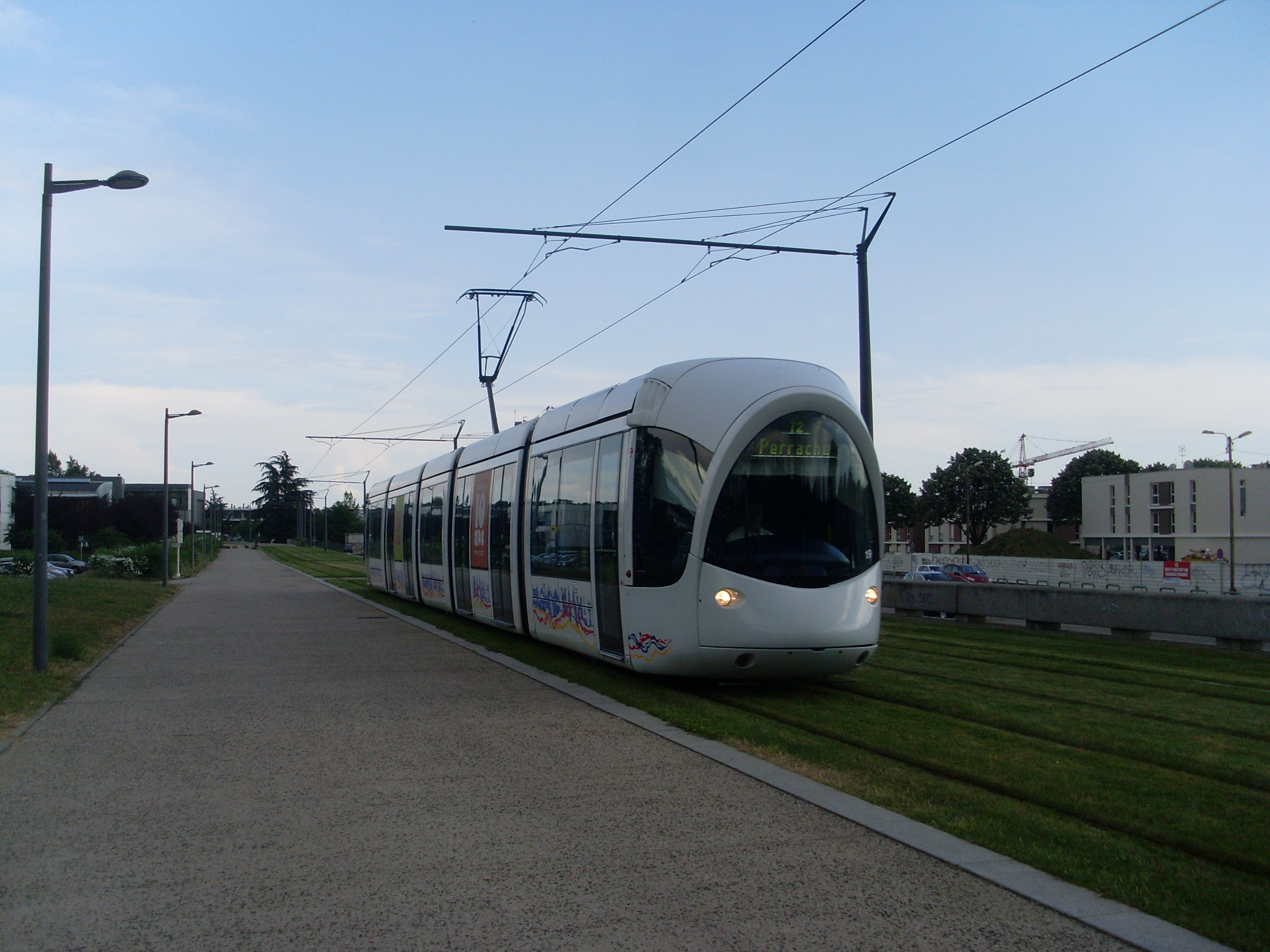
Tramway de Lyon

Le réseau actuel est en service depuis le 2 janvier 2001 et est constitué de 8 lignes (1 à 7 et Rhônexpress).
Le 2 mai 2019, une concertation est lancée dans le cadre des études du prolongement du T6 vers le nord. La ligne reliera, depuis les Hôpitaux de l'Est, le campus de la Doua à Villeurbanne à l'horizon 2026. Le long d'un parcours d'environ 5,5 km incluant une douzaine de nouvelles stations, le T6 nord a pour objectif de desservir les principales centralités villeurbanaises, telles Grandclément et Gratte-Ciel, tout en proposant un maillage de la Métropole renforcé : connexions avec la ligne A du Métro, les lignes du tramway T1, T3, T4 et le trolleybus C3.
Deux autres lignes de tramway sont attendues d'ici 2026 : le tramway T9 (La Doua – Vaulx-en-Velin Hôtel de Ville – Carré de Soie) et le tramway T10 (Halle Tony Garnier - Gerland – ZAC Technosud – Saint-Fons – Gare de Vénissieux).
Par ailleurs, le projet du TEOL (Tramway Express de l’Ouest Lyonnais) qui circulerait entre Jean Macé et l’Étoile d’Alaï est en concertation. Celui-ci suivrait le tracé du T2 entre Jean Macé et Perrache. Deux solutions sont envisagées pour la traversée de la Saône sur la suite du tracé: d’une part d’emprunter le cours Suchet, ne desservant que Place des Archives après Perrache, ou de plutôt utiliser la rue Montrochet, permettant d’également desservir l’Hôtel de Région et le quartier de Confluence. Après avoir franchi la Saône, le TEOL utiliserait un tracé souterrain jusqu’à l’avenue Ménival, avec 2 stations à la clinique Charcot et au Point du Jour, avant de rejoindre la gare d’Alaï avec un tracé en surface.

### Tramway de Marseille

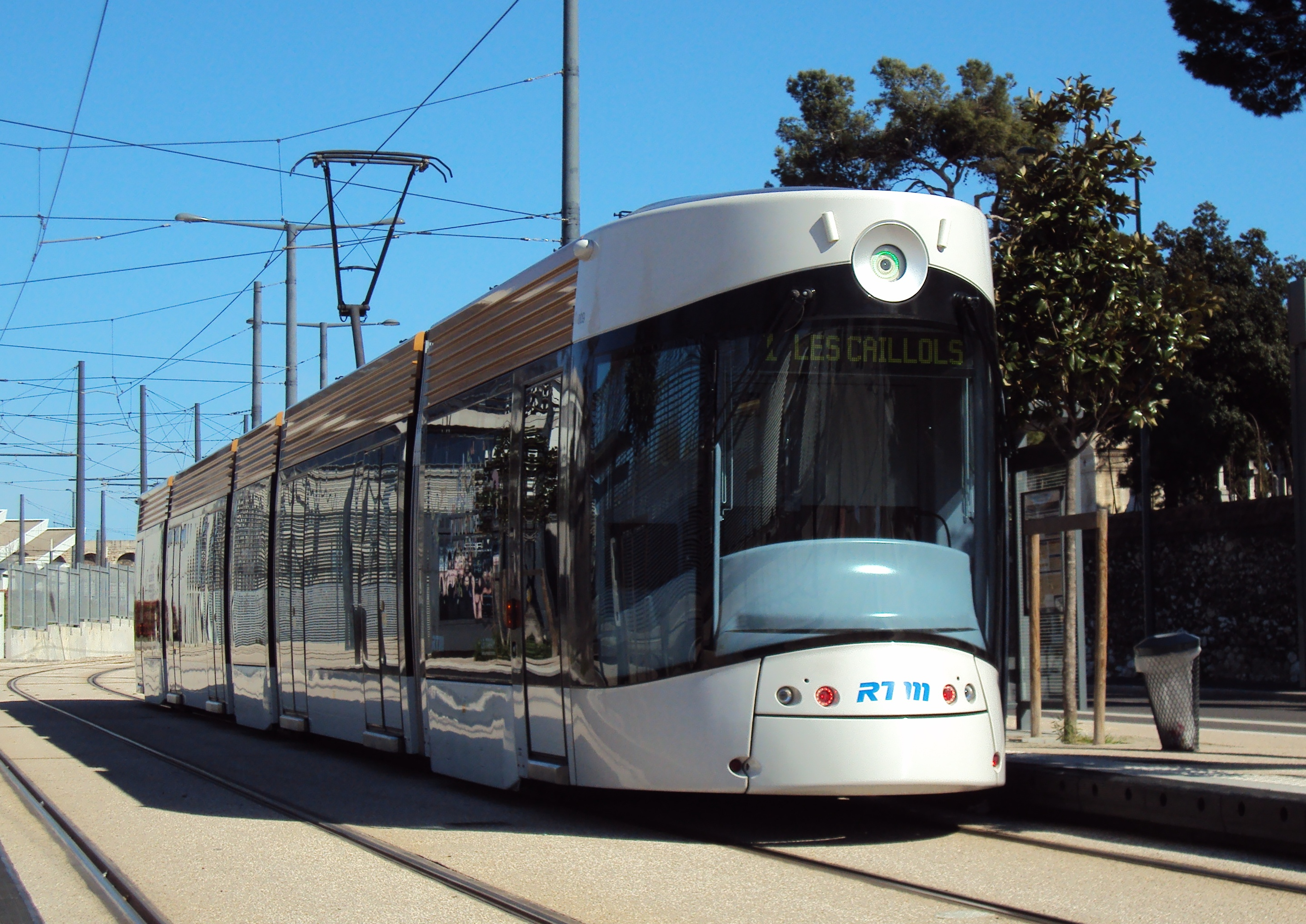
Tramway de Marseille

Le réseau actuel, en service depuis le 30 mai 2015, est constitué des lignes T1, T2 et T3.
La ligne T3, qui relie actuellement Arenc-Le Silo à la place Castellane sera prolongée d'ici la fin de l'année 2025 (travaux en cours) au nord jusqu'au pôle d'échanges de Capitaine Gèze et au sud jusqu'à la Gaye en passant par Sainte-Marguerite Dromel. Dans le futur la ligne sera encore prolongée au nord jusqu'à la Castellane.
La ligne 2 sera détournée de son terminus nord vers un nouveau tracé jusqu'à la Place du 4-Septembre.
Une jonction du réseau marseillais avec le tramway d'Aubagne, longtemps évoquée, ne semble plus d'actualité.

### Tramway de Montpellier
Le réseau actuel est en service depuis le 2 juillet 2016 et est constitué des lignes 1, 2, 3 et 4.

#### Extension du réseau existant

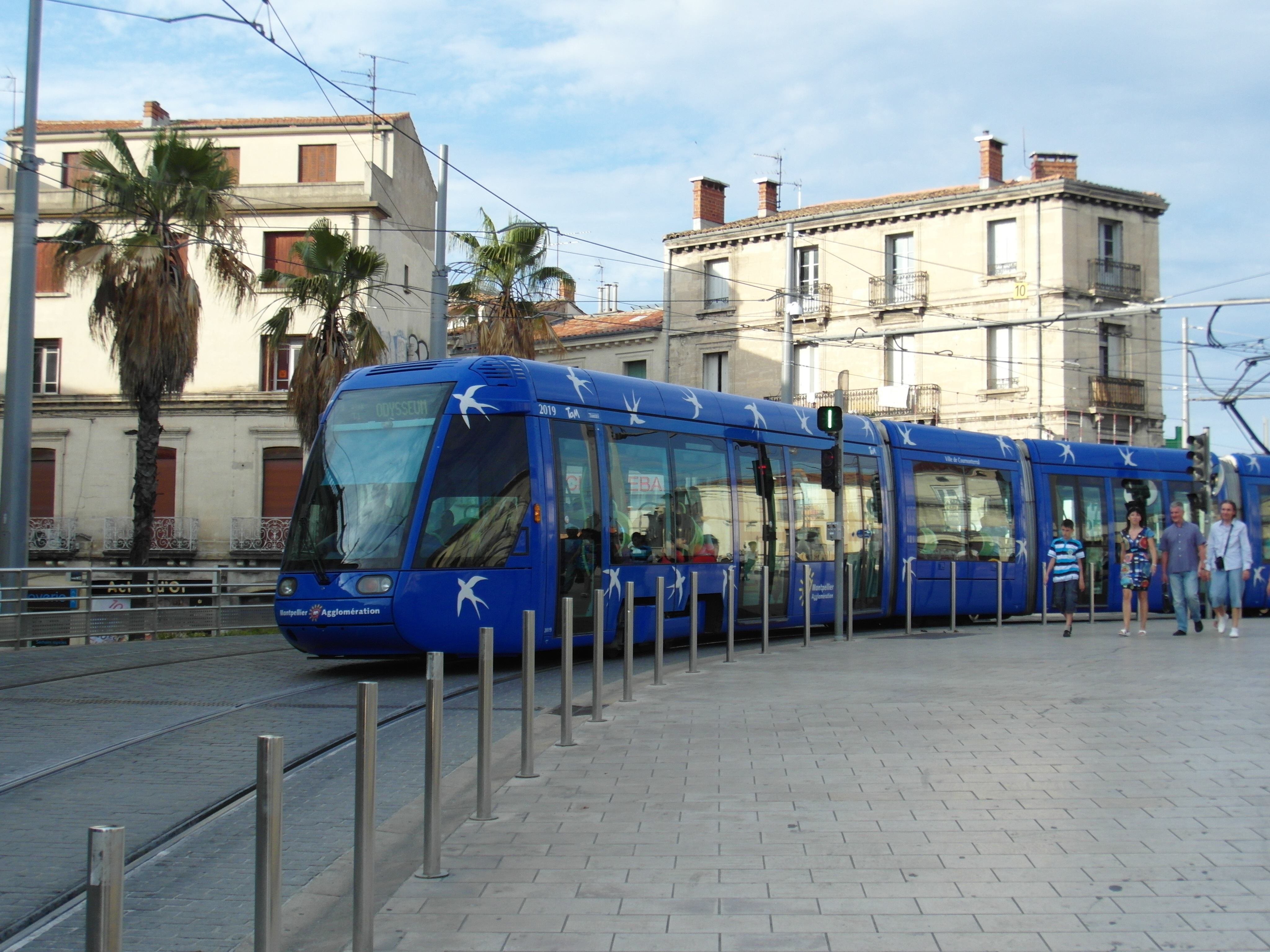
Tramway de Montpellier

##### Ligne 1
Il est prévu d'étendre la ligne 1 du tramway vers la Gare TGV d'ici 2024. Cette extension mesurera 1,2 kilomètre.

#### Nouvelles lignes

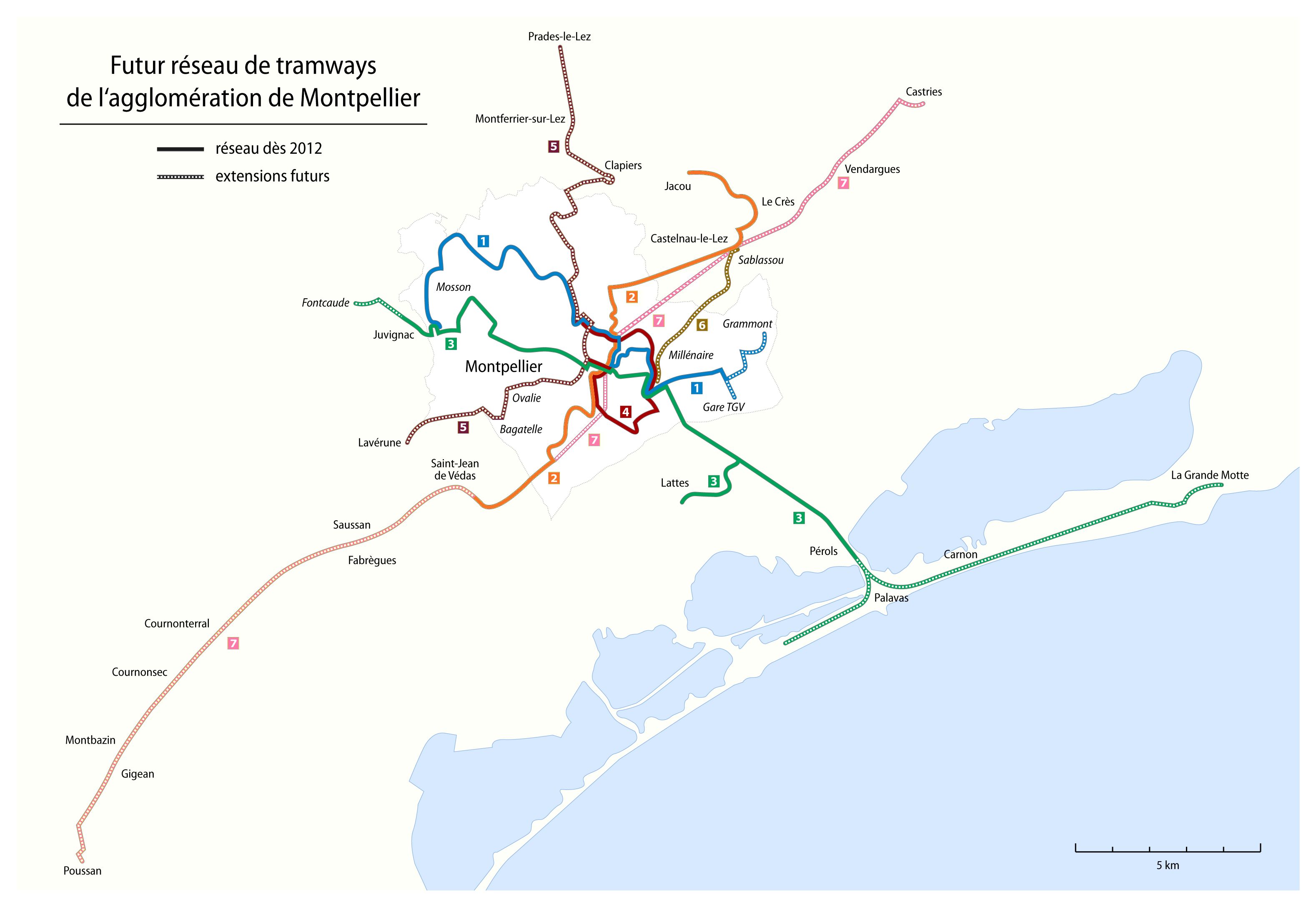
Projets d'extension du réseau (traits hachurés)

##### Ligne 5
Une des premières missions de la ligne 5 serait de relier le centre de la ville au stade Yves-du-Manoir. Une seconde mission, évoquée depuis 2008 serait d'assurer une desserte des universités de sciences et de lettres, depuis la ligne 1 à Saint-Éloi jusqu'à Agropolis, voire la commune voisine de Clapiers.Cette ligne est prévue pour 2017.
À l'issue de la phase de concertation, le tracé de la ligne 5 est arrêté par la métropole. La ligne, d'une longueur de 20,5 km, est divisée en deux sections, qui feront chacune l'objet d'une déclaration d'utilité publique distinctes.
Le premier tronçon reliera Lavérune à Clapiers, et permettra entre autres le bouclage de la ligne 4. La deuxième section reliera Clapiers à Prades-le-Lez par la rive gauche du Lez, l'alternative par la rive droite ayant été abandonnée. Le préfet de l'Hérault signa, en 2013, la déclaration d'utilité publique, et les travaux liés au chantier commencèrent à la fin de l'année 2013.
Le 9 mars 2015, dans un courrier adressé aux maires de la Métropole, Philippe Saurel rappelle que le projet n'a pas été abandonné mais que certaines sections du tracé de la ligne 5 nécessitent d'être remises à l'étude. De plus, le projet sera relancé lorsque le plan de financement de la ligne sera stabilisé.
Le 7 avril 2016, le maire de Montpellier annonce que le projet de ligne 5 est relancé, mais sous un tracé moins coûteux et à l'horizon 2025.
Ci-dessous, le tracé initialement prévu de la ligne 5 :
|  |   |   |   |  | Stations                       | Latitude Longitude                | Communes desservies | Correspondances |
|  | - | - | - |  | ------------------------------ | --------------------------------- | ------------------- | --------------- |
|  | ■ |   |   |  | Prades-le-Lez La Mandarine     | 43° 41′ 37,38″ N, 3° 51′ 44,27″ E | Prades-le-Lez       |                 |
|  | • |   |   |  | Pont Vert                      | 43° 41′ 12,86″ N, 3° 51′ 48,46″ E | Prades-le-Lez       |                 |
|  | • |   |   |  | Baillarguet                    | 43° 40′ 36,89″ N, 3° 52′ 02,64″ E | Montferrier-sur-Lez |                 |
|  |   |   | ■ |  | Clapiers                       | 43° 39′ 16,74″ N, 3° 52′ 49,83″ E | Clapiers            |                 |
|  | • | • | • |  | Rond-Point de Girac            | 43° 39′ 13,02″ N, 3° 52′ 18,97″ E | Clapiers            |                 |
|  |   | • |   |  | Montferrier-sur-Lez            | 43° 39′ 04,82″ N, 3° 52′ 02,28″ E | Montferrier-sur-Lez |                 |
|  |   | • |   |  | Agropolis                      | 43° 38′ 43,95″ N, 3° 52′ 07,06″ E | Montpellier         |                 |
|  |   | • |   |  | Hortus                         | 43° 38′ 34,77″ N, 3° 51′ 38,92″ E | Montpellier         |                 |
|  |   | • |   |  | CNRS                           | 43° 38′ 17,46″ N, 3° 51′ 57,26″ E | Montpellier         |                 |
|  |   | • |   |  | Vert Bois                      | 43° 38′ 02,69″ N, 3° 52′ 04,97″ E | Montpellier         |                 |
|  |   | • |   |  | Voie Domitienne                | 43° 37′ 48,46″ N, 3° 52′ 11,1″ E  | Montpellier         |                 |
|  |   | • |   |  | Saint-Éloi                     | 43° 37′ 37,09″ N, 3° 51′ 59,76″ E | Montpellier         | 1               |
|  |   | • |   |  | Boutonnet                      | 43° 37′ 21,33″ N, 3° 52′ 05,22″ E | Montpellier         | 1               |
|  |   | • |   |  | Stade Philippidès              | 43° 37′ 08,29″ N, 3° 52′ 10,19″ E | Montpellier         | 1               |
|  |   | • |   |  | Place Albert 1er-Saint-Charles | 43° 36′ 53,14″ N, 3° 52′ 25,32″ E | Montpellier         | 1 4             |
|  |   | • |   |  | Peyrou-Arc De Triomphe         | 43° 36′ 41,4″ N, 3° 52′ 20,36″ E  | Montpellier         | 4               |
|  |   | • |   |  | Saint-Guilhem-Courreau         | 43° 36′ 29,12″ N, 3° 52′ 24,73″ E | Montpellier         | 4               |
|  |   | • |   |  | Saint-Denis                    | 43° 36′ 17,89″ N, 3° 52′ 28,04″ E | Montpellier         | 3               |
|  |   | • |   |  | Place du 8 mai 1945            | 43° 36′ 04,57″ N, 3° 52′ 04,69″ E | Montpellier         |                 |
|  |   | • |   |  | Lepic                          | 43° 36′ 08,93″ N, 3° 51′ 37,42″ E | Montpellier         |                 |
|  |   | • |   |  | Collines d'Estanove            | 43° 35′ 54,81″ N, 3° 51′ 26,6″ E  | Montpellier         |                 |
|  |   | • |   |  | Bugarel                        | 43° 35′ 42,43″ N, 3° 51′ 28,21″ E | Montpellier         |                 |
|  |   | • |   |  | Ovalie                         | 43° 35′ 34,58″ N, 3° 51′ 07,62″ E | Montpellier         |                 |
|  |   | • |   |  | Marcel Pagnol                  | 43° 35′ 47,03″ N, 3° 50′ 43,54″ E | Montpellier         |                 |
|  | • | • | • |  | Paul Fajon                     | 43° 35′ 48,8″ N, 3° 50′ 17,81″ E  | Montpellier         |                 |
|  | ■ |   |   |  | Les Bouisses                   | 43° 35′ 55,07″ N, 3° 50′ 07,24″ E | Montpellier         |                 |
|  |   |   | • |  | Rond-Point de Gennevaux        | 43° 35′ 33,89″ N, 3° 49′ 21,88″ E | Montpellier         |                 |
|  |   |   | ■ |  | Lavérune                       | 43° 35′ 17,24″ N, 3° 48′ 39,7″ E  | Lavérune            |                 |

### Tramway de Nantes

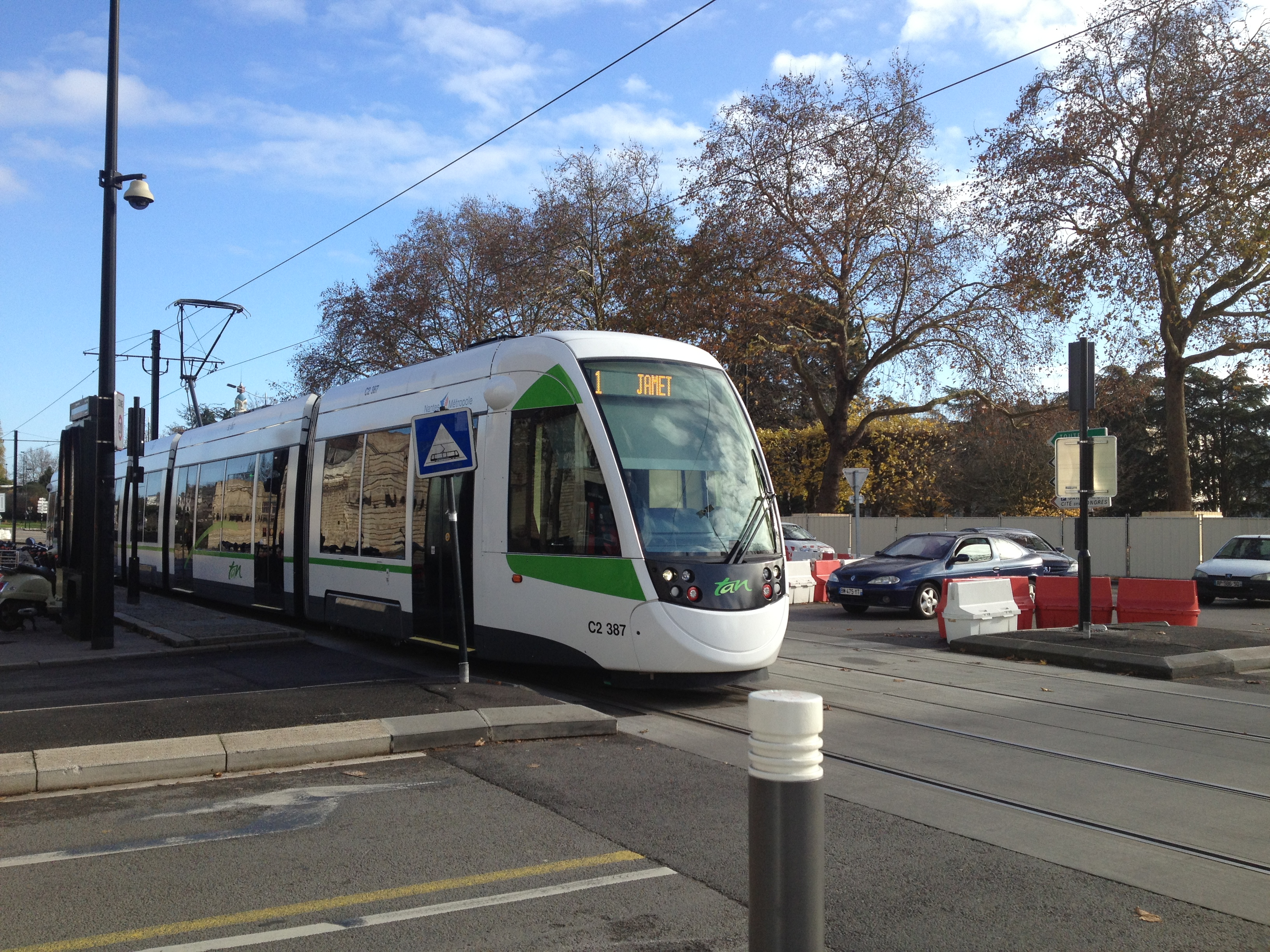
Tramway de Nantes.

Le réseau actuel est en service depuis le 7 janvier 1985 et est constitué des lignes 1, 2 et 3.
Il est prévu une jonction entre la ligne 1 et 2. La ligne 1 serait allongée de 2,75 kilomètres et 3 stations dont une donnant correspondance à la ligne de tram-train Nantes-Châteaubriant. Cette extension sur la ligne 1 comprend deux directions : une vers Facultés, l'autre vers Beaujoire.
Concernant la ligne 2, elle aura pour nouveau terminus à Halluchère. Il y aura donc également deux directions sur cette ligne.
Le 7 juin 2019, Nantes Métropole annonce la création de trois lignes de tramway (6, 7 et 8) desservant l'Île de Nantes et le futur CHU (la ligne 8 étant appelée à devenir finalement un ligne de Busway).

### Tramway de Nice

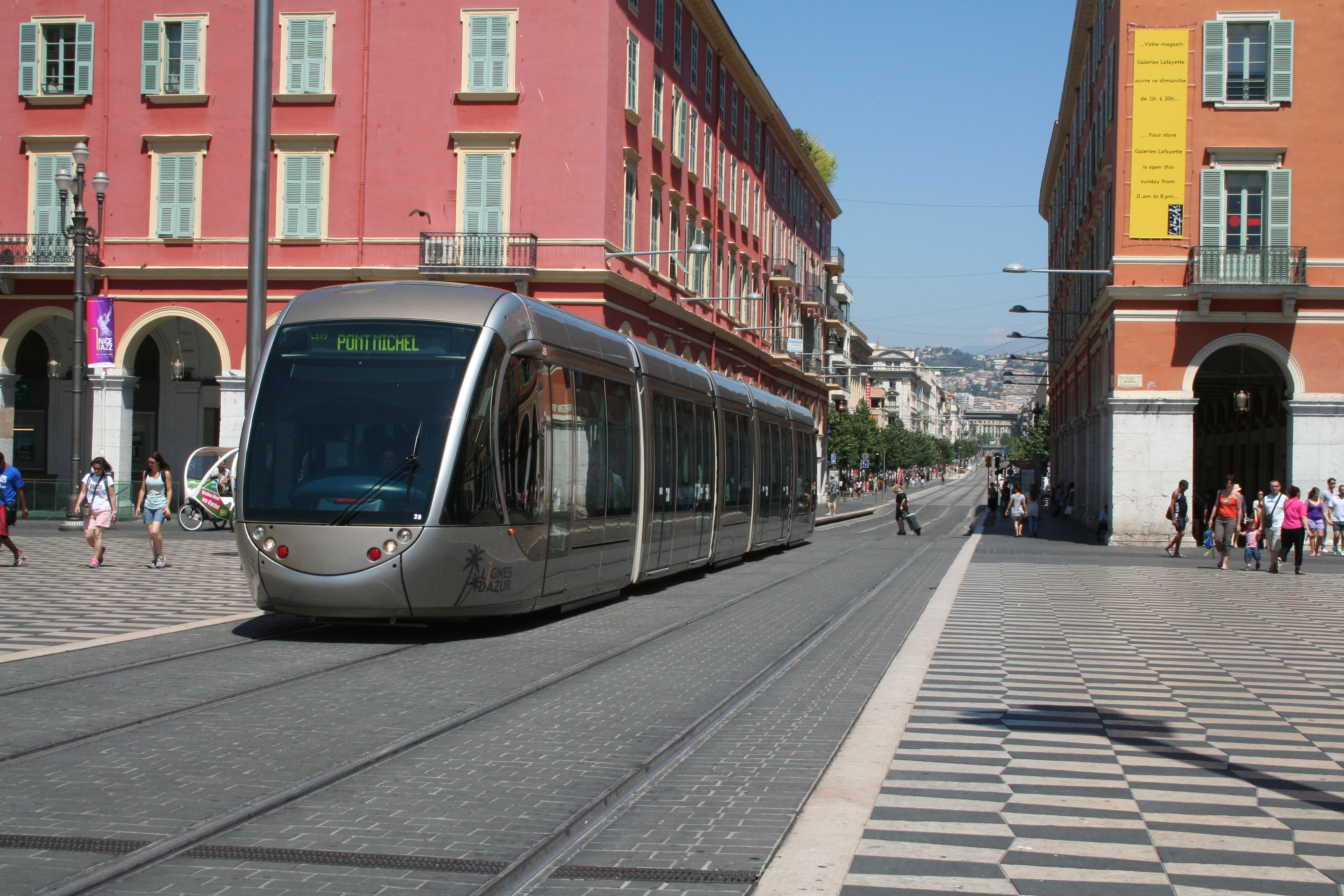
Tramway de Nice.

Carte géographique présentée en 2023 des lignes actuelles (tracé en continu) et prévisionnelles (tracé en pointillés).

Le réseau actuel est en service depuis le 26 novembre 2007 et est constitué de quatre lignes.

#### Ligne B
Une extension d'une des branches de la ligne 2 (devenue ligne B en 2025) a été évoqué, du CADAM vers l'Hôtel de Ville de Saint-Laurent-du-Var avec la création d'un pont réservé aux modes doux (vélo, tram, piétons) ou celle d’un téléphérique au-dessus du Var.

#### Ligne 3
Inaugurée dans un premier temps jusqu'à Saint-Isidore, la ligne 3 sera prolongée vers le nord jusqu'au centre commercial de Lingostière à l'horizon 2030.

#### Ligne 4
Une ligne 4 sera construite entre les Lycées de Cagnes-sur-Mer et Centre Administratif à Nice-Ouest. Elle mesurera 7,3 kilomètres et desservira 14 nouvelles stations. Elle devrait être mise en service à partir de 2028.

#### Ligne 5
La ligne 5 doit relier Nice-Est à Drap en passant par La Trinité à l’horizon 2030.

### Tramway de Rouen

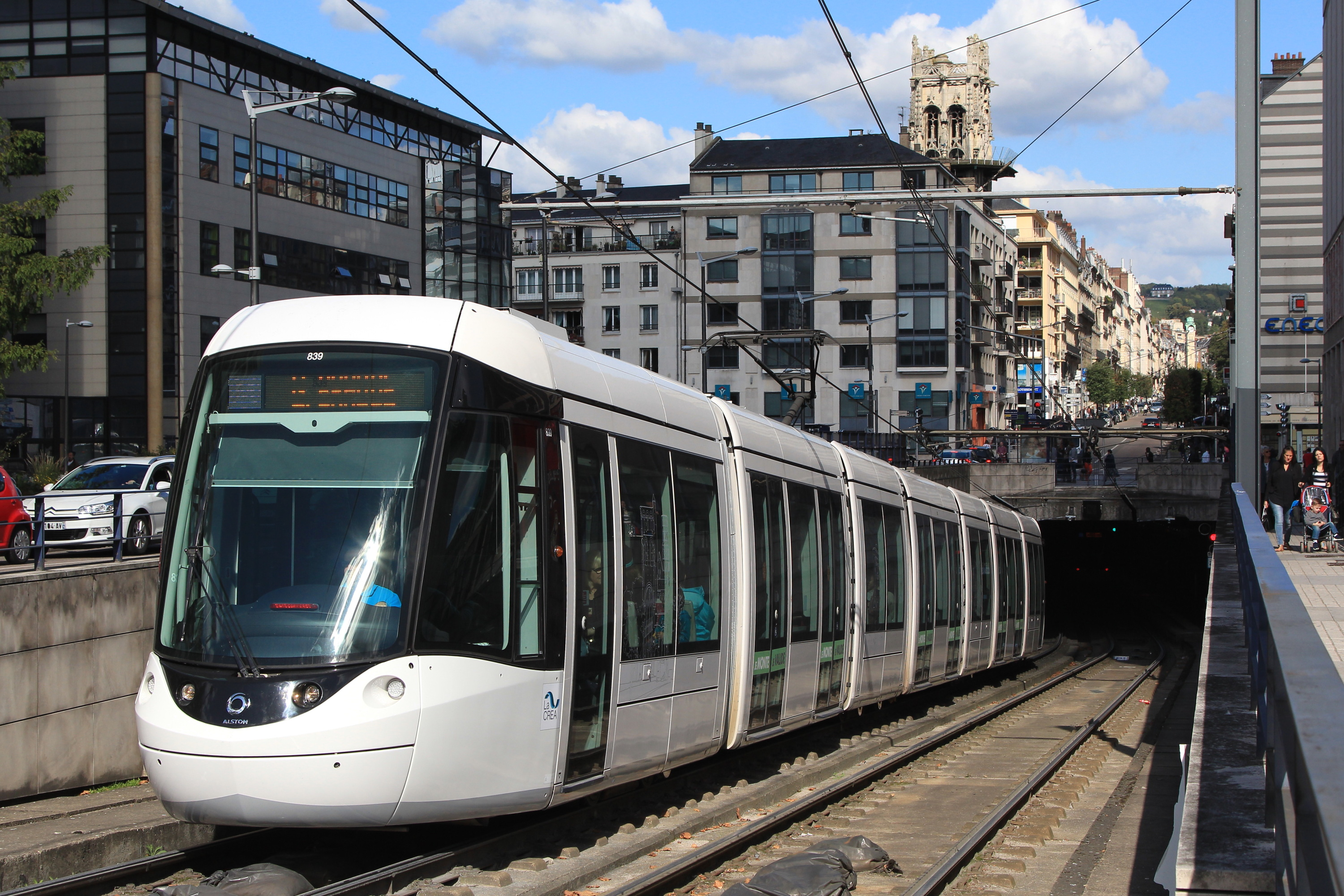
Tramway de Rouen.

Le réseau actuel est en service depuis le 17 décembre 1994, est constitué d'une ligne à trois branches et est localement appelé « métro ».
Quelques aménagements sont prévus sur la ligne A : un parking-relais au terminus Boulingrin. La Métropole Rouen Normandie est également en train d'installer des parcs vélos. Il est prévu d'étendre la ligne vers le Zénith situé à Grand-Quevilly. Des études sont également en cours pour la prolonger vers la Gare de Rouen Rive-Droite via l'Ecoquartier. Une ligne de tram-train est prévue entre Barentin et Elbeuf via la Gare de Rouen Rive-Droite. Deux tracés sont actuellement étudiés :
- Tracé est : Barentin - Rouen - Sotteville - Saint-Étienne-du-Rouvray - Oissel - Tourville-la-Rivière - Elbeuf-Saint-Aubin
- Tracé ouest : Barentin - Rouen - Petit Quevilly - Grand Quevilly - Petit-Couronne - Grand-Couronne - Forêt de La Londe -Elbeuf.

### Tramway de Strasbourg

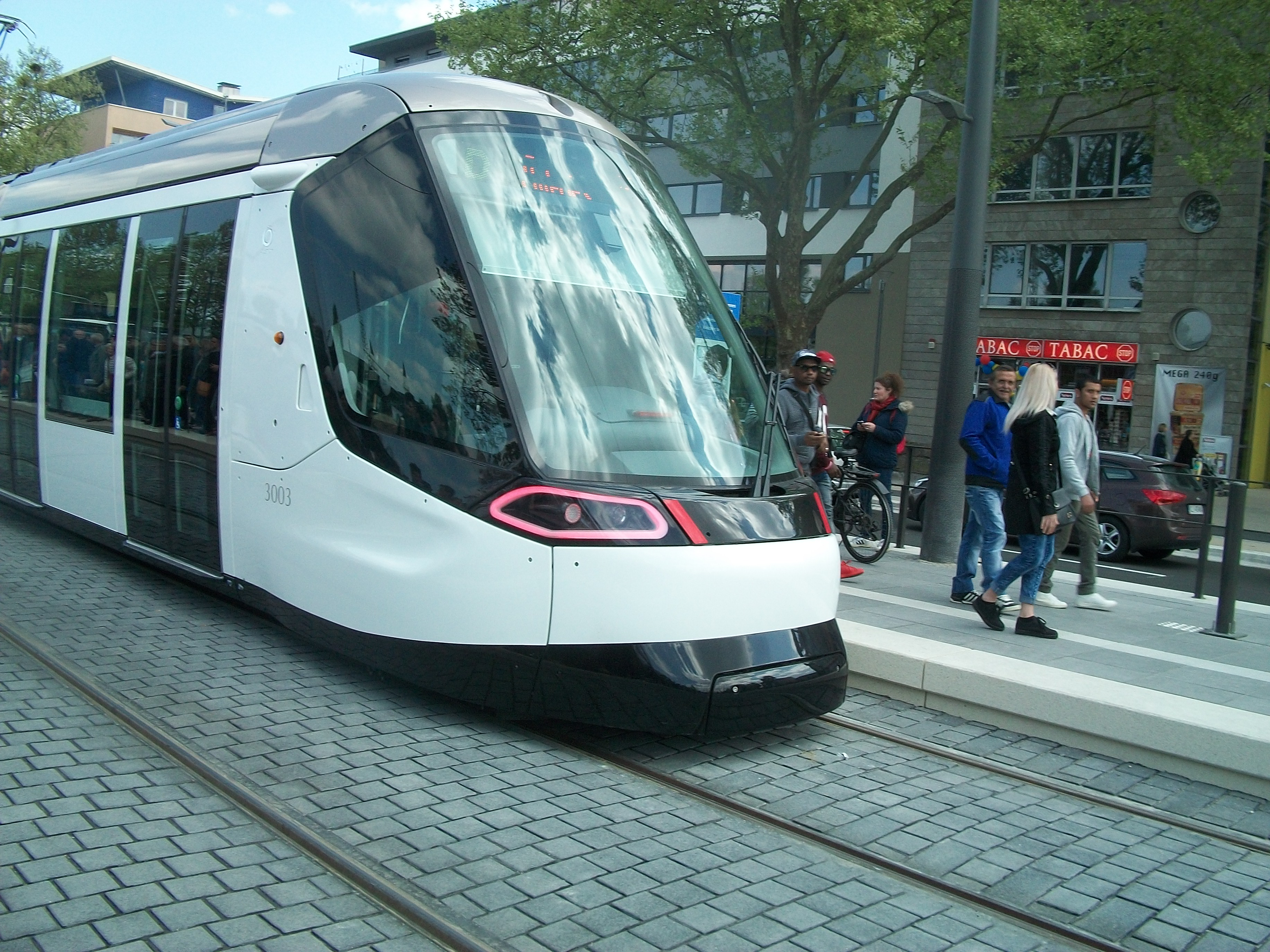
Tramway de Strasbourg

Le réseau actuel est en service depuis le 29 avril 2017 et est constitué de 6 lignes (A, B, C, D, E et F).

#### Lignes A et B
La ligne A devrait être prolongée vers le Zénith de Strasbourg. Aucune date de mise en service n'a été définie. Ce projet était déjà présent lors du prolongement vers la station Parc des Sports en novembre 2013.[réf. nécessaire]
La ligne B devrait aussi être prolongée vers Lingolsheim-Gare mais cela pas avant 2025.

#### Ligne C
La ligne C devrait être rallongée vers Neuhof Stockfeld de 2,8 km à l'horizon 2022.
De nombreuses personnes souhaiterait également un prolongement de la ligne C depuis la gare, pour desservir le quartier de l'Elsau, lorsque l'extension de la ligne F vers Koenigshoffen sera effective, d'autres suggèrent encore de laisser la ligne F à Elsau, et de prolonger justement la ligne C jusqu'au quartier de Koenigshoffen.

#### Ligne F
Concernant la ligne F, elle devrait être prolongée dans le cadre de l'extension de la ligne D vers Kehl. Elle serait prolongée sur l'Île du Rhin, probablement à la station Starccop, depuis Place d'Islande, mais aucune date n'a été définie.
La ligne F va être prolongée depuis la station Faubourg National vers le quartier de Koenigshoffen, en déviant la ligne de son trajet actuel.
Ainsi, le quartier de l'Elsau ne serait alors plus que desservie par la ligne B.
La ligne se débranchera de son tracé initial après la station Faubourg National, franchira une station Porte Blanche puis les voies SNCF, ainsi que l'autoroute A35 par une insertion en voie unique sur le pont existant.
Une seconde station sera ainsi créée, intitulée Porte des Romains, en correspondance avec le projet de TSPO, ainsi qu'un nouveau parking relais. La ligne poursuivra ensuite son trajet jusqu'à Comtes, avec une dernière voie unique entre le croisement avec la rue de la Charmille jusqu’au terminus.
Il est ensuite prévu de prolonger la ligne jusqu'à Poteries, pour horizon 2025, en correspondance avec ligne D.
Par le passé, les études ont démontré que deux tracés sont essentiellement ressortis comme réalisables. Ceux-ci contenant deux stations au minimum (Engelbreit et Virgile) selon les versions de projets :
- tracé Romains/Engelbreit, par la continuité sur la route des Romains après la station Comtes, franchissement SNCF puis bifurcation sur la rue de l’Engelbreit, station Engelbreit, puis bifurcation sur la rue Virgile, avec une station du même nom, et tracé direct vers Poteries, par une reprise du tracé sur la route des Romains.
- tracé Comtes/Virgile par Geroldseck ; après Comtes, bifurcation sur l'allée des Comtes, puis à gauche, sur la rue de Geroldseck, franchissement SNCF, et rattrapage du tracé de la rue Virgile via la rue du Vieux Chemin, et un bout de la rue Engelbreit.

Ces deux tracés seront soumis à étude à nouveau et ce, avant l’inauguration de la phase 1.
|  |   |  | Station           | Commune    | État de la Station | Correspondances                                            |
|  | - |  | ----------------- | ---------- | ------------------ | ---------------------------------------------------------- |
|  | • |  | Faubourg National | Strasbourg | Ouverte            | tram B À proximité: tram A C D bus G SNCF - TGV - TER - DB |
|  | • |  | Porte Blanche     | Strasbourg | Horizon 2020       | bus G (projet)                                             |
|  | • |  | Porte des Romains | Strasbourg | Horizon 2020       | TSPO                                                       |
|  | ■ |  | Comtes            | Strasbourg | Horizon 2020       |                                                            |

### Tramway de Toulouse

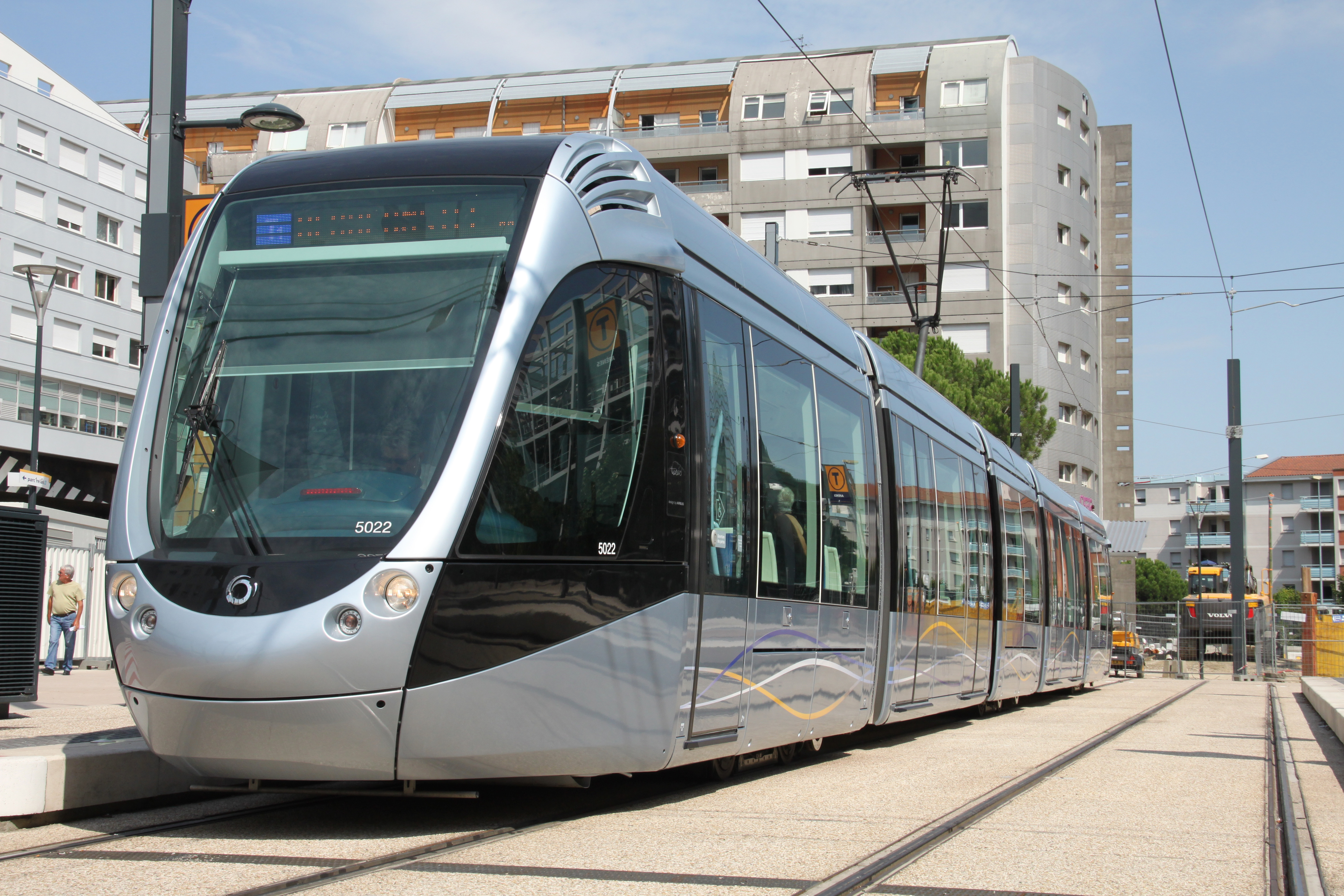
Tramway de Toulouse

Le réseau actuel est en service depuis le 11 avril 2015 et est constitué des lignes T1 et T2.
Une extension de la ligne T1 vers le futur parc des expositions d'Aussone est envisagée pour 2020, l'extension fut actée en 2015.
Il est prévu à échéance de la mise en service du Toulouse Aerospace Express de transformer la ligne T2 en « Aéroport Express » détachée du T1 avec une tarification spéciale. La correspondance avec le métro se ferait quai à quai à Jean-Maga. En outre, les rames Citadis seront reconditionnées dans le cadre de l’opération de rénovation à mi-vie de ce matériel, qui aura alors une quinzaine d’années et recevront une livrée et un aménagement spécifique. Le coût total des travaux serait de 45 millions d'euros.

### Tramway de Tours

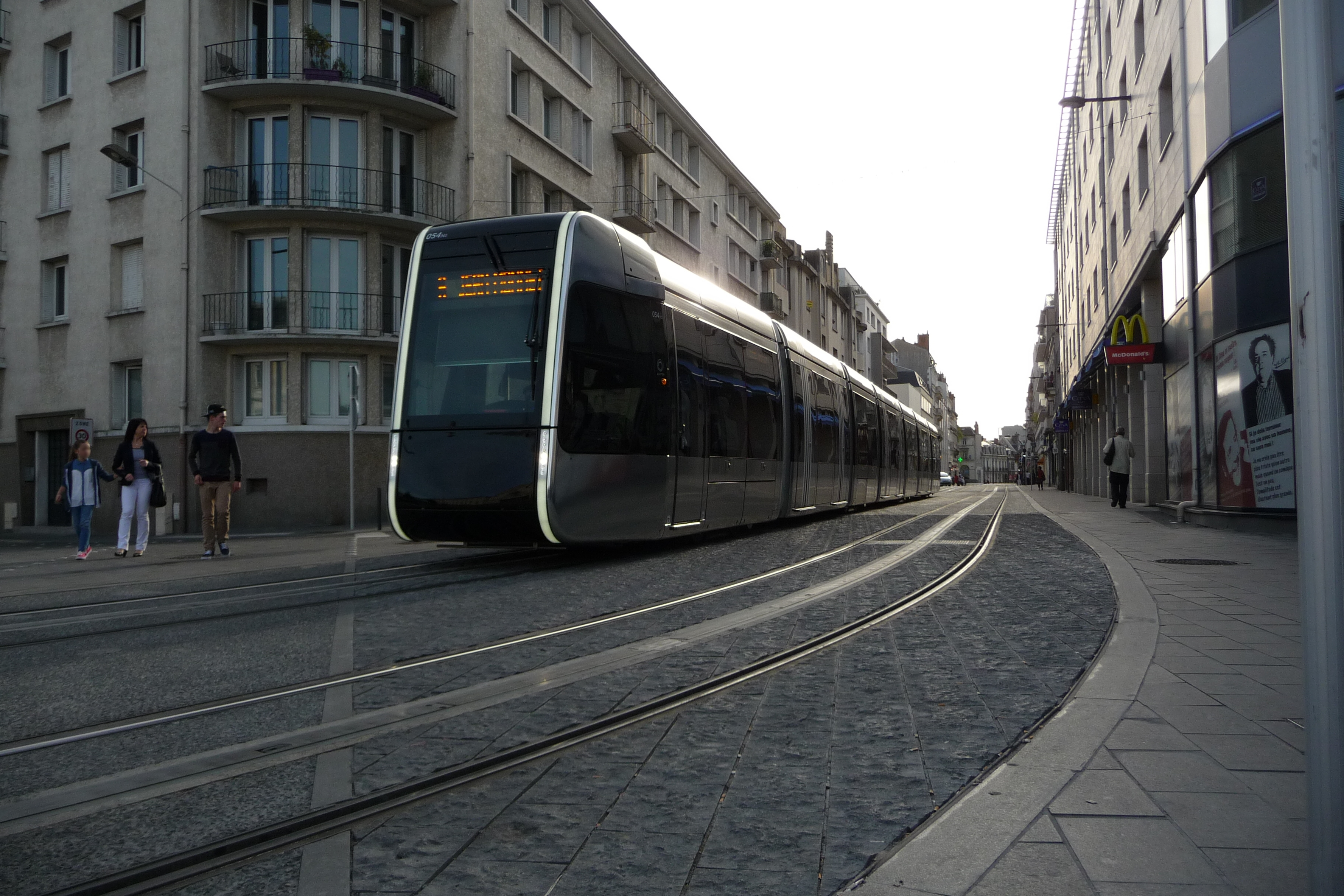
Tramway de Tours.

Le réseau actuel est en service depuis le 31 août 2013 et est constitué d'une ligne A.
La création d'une ligne B entre la Riche et Chambray-lès-Tours est prévue pour 2028. La création d'une ligne C entre Saint-Pierre-des-Corps et Saint-Cyr-sur-Loire est également envisagée. Un temps a également été évoqué une courte prolongation de la ligne A au nord jusqu'à l'aéroport. Ce projet a finalement été reporté.

## Création de nouveaux réseaux
Le 18 novembre 2021, le conseil communautaire du Grand Annecy valide la création d'une ligne de tramway traversant Annecy,.
Un projet de tramway est également à l'étude à Saint-Denis de la Réunion. Celui-ci devrait comporter 18 stations, réparties sur une ligne unique de 13,2km, reliant le quartier du barachois à l'ouest de la ville à l'aéroport situé à l'est. 
À Perpignan le conseil communautaire de la ville a prévu un tramway à Perpignan qui  traversera quelques quartiers de la ville dans les années à venir.